# Lijst van vlaggen van Poolse gemeenten
Dit artikel bevat een lijst van vlaggen van Poolse gemeenten. Polen bestaat uit 2479 gemeenten (gmina's). Vanwege het (potentieel) grote aantal, worden ze hier niet getoond. Dit lijst toont alleen vlaggen van gemeenten met meer dan 10.000 inwoners.

## Ermland-Mazurië

Barczewo (gemeente)
Bartoszyce (stad)
Bartoszyce (gemeente)
Biała Piska (gemeente)
Biskupiec (gemeente in powiat Olsztyński)
Braniewo (plaats)
Dobre Miasto (gemeente)
Dywity (gemeente)
Działdowo (stad)
Elbląg (stad)
Ełk (stad)
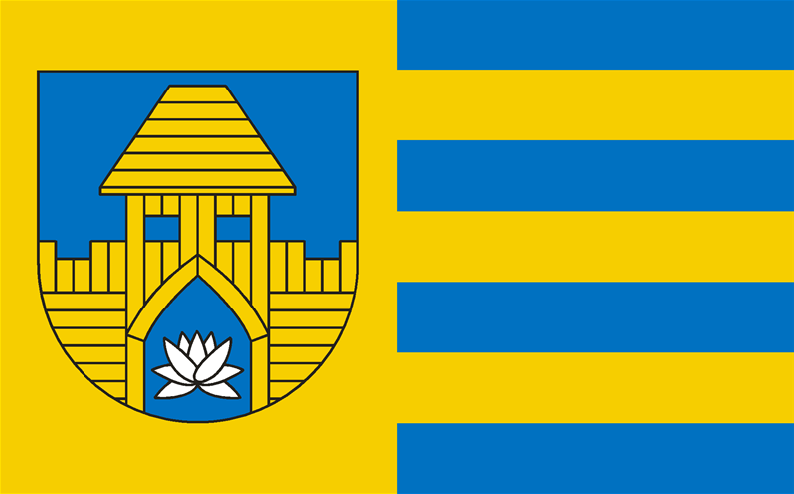
Ełk (gemeente)
Giżycko (stad)
Gołdap (gemeente)
Iława (plaats)
Iława (gemeente)
Kętrzyn
Lidzbark (gemeente)
Lidzbark Warmiński
Lubawa
Lubawa (gemeente)
Morąg (gemeente)
Mrągowo
Nidzica (gemeente)
Nowe Miasto Lubawskie
Olecko (gemeente)
Olsztyn
Olsztynek (gemeente)
Orneta (gemeente)
Ostróda
Ostróda (gemeente)
Pasłęk (gemeente)
Pisz (gemeente)
Stawiguda (gemeente)
Susz (gemeente)
Szczytno
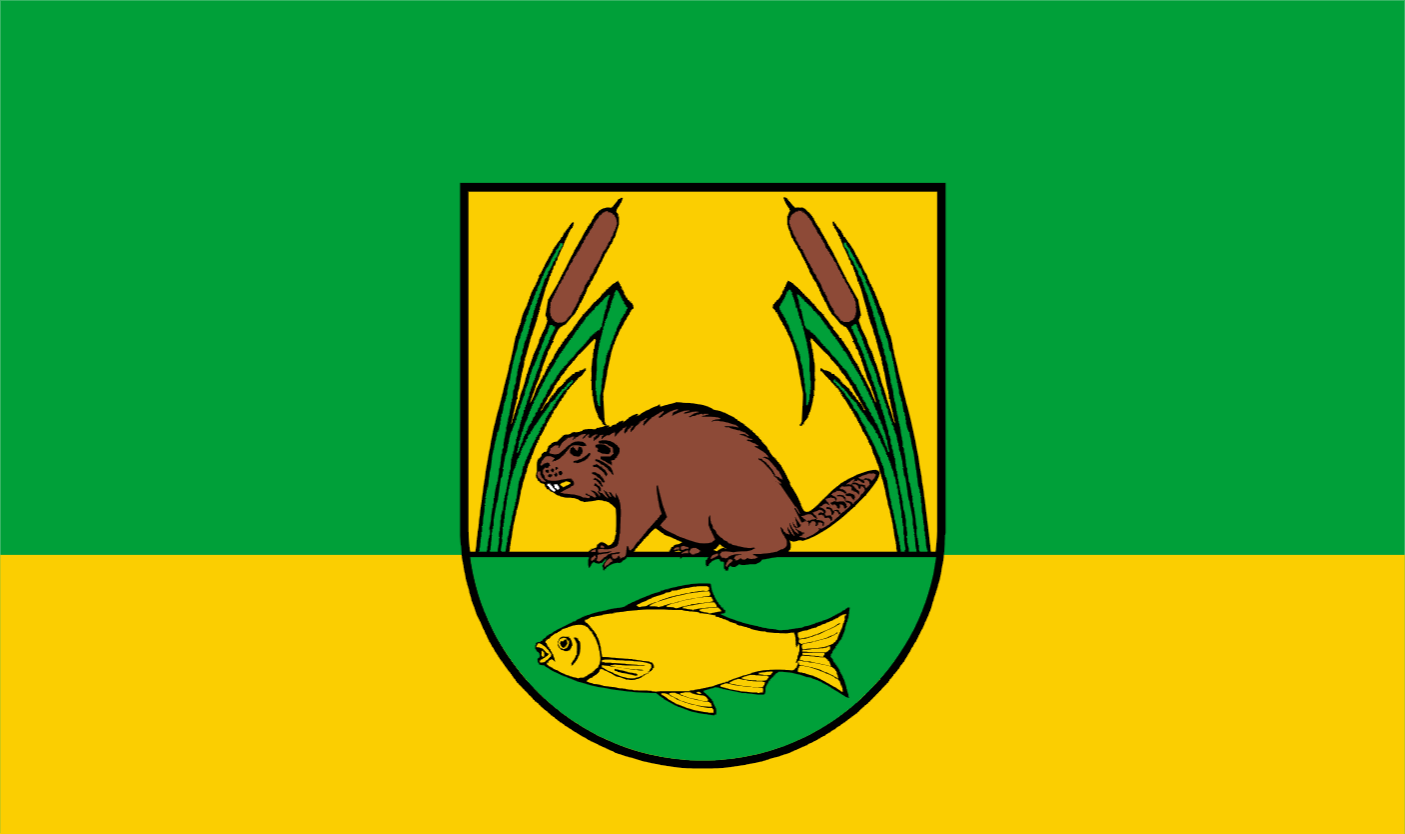
Szczytno (gemeente)
Węgorzewo (gemeente)

## Groot-Polen

Buk (gemeente)
Chodzież
Czempiń (gemeente)
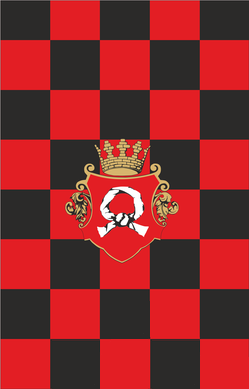
Czarnków
Czarnków (gemeente)
Czerwonak (gemeente)
Dopiewo (gemeente)
Gniezno (stad)
Gniezno (gemeente)
Golina (gemeente)
Gołuchów (gemeente)
Gostyń (gemeente)
Grodzisk Wielkopolski (gemeente)
Jarocin (gemeente in powiat Jarociński)
Jastrowie (gemeente)
Kalisz (stad)
Kazimierz Biskupi (gemeente)
Kępno (gemeente)
Kłodawa (gemeente in powiat Kolski)
Koło
Komorniki (gemeente)
Konin (stad)
Kórnik (gemeente)
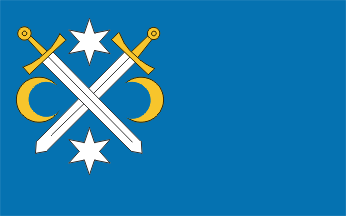
Kostrzyn (gemeente)
Kościan
Kościan (gemeente)
Koźmin Wielkopolski (gemeente)
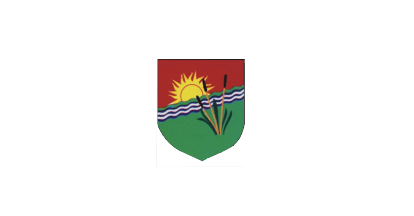
Kramsk (gemeente)
Krobia (gemeente)
Krotoszyn (gemeente)
Leszno
Luboń
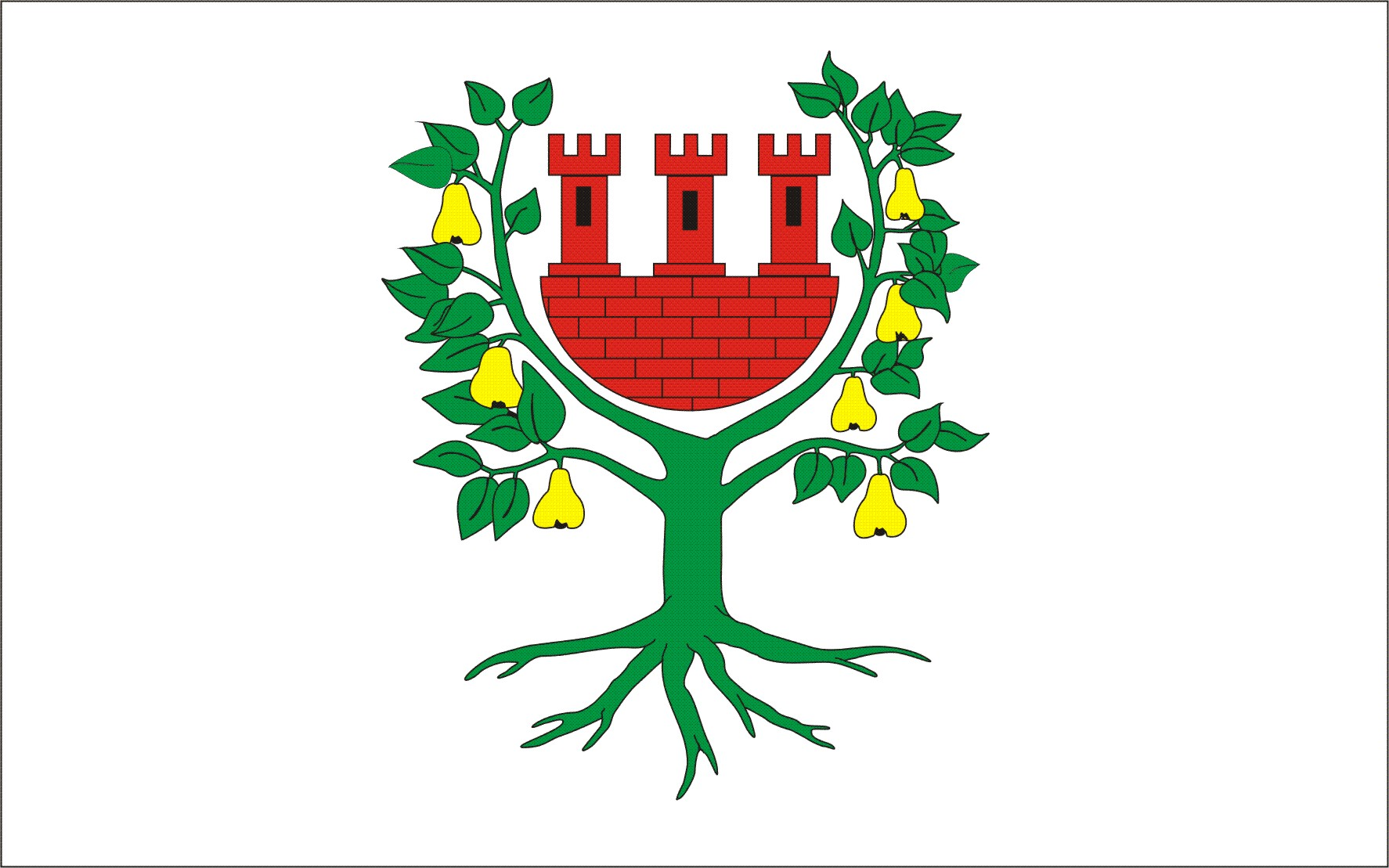
Międzychód (gemeente)
Miłosław (gemeente)
Mosina (gemeente)
Murowana Goślina (gemeente)
Nowe Skalmierzyce (gemeente)
Nowy Tomyśl (gemeente)
Oborniki (gemeente)
Odolanów (gemeente)
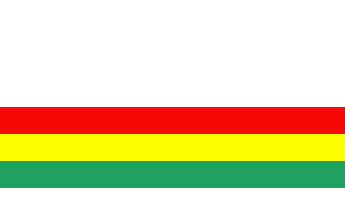
Opalenica (gemeente)
Opatówek (gemeente)
Ostrów Wielkopolski
Ostrów Wielkopolski (gemeente)
Ostrzeszów (gemeente)
Piła
Pleszew (gemeente)
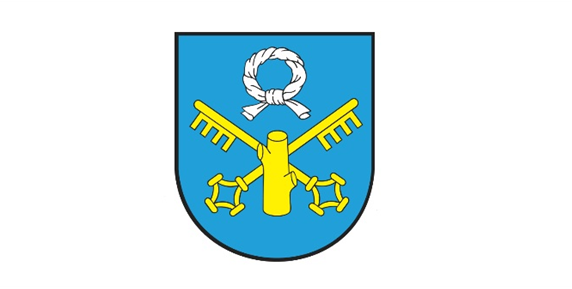
Pniewy (gemeente in powiat Szamotulski)
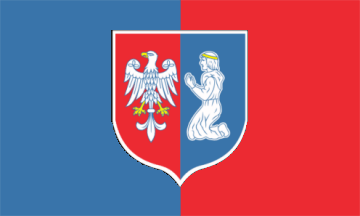
Pobiedziska (gemeente)
Poznań (stad)
Przemęt (gemeente)
Przygodzice (gemeente)
Rakoniewice (gemeente)
Raszków (gemeente)
Rawicz (gemeente)
Rogoźno (gemeente)
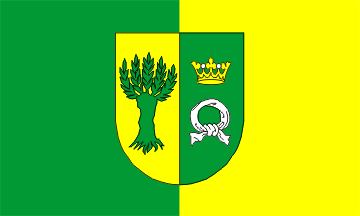
Rokietnica (gemeente in powiat Poznański)
Siedlec (gemeente)
Ślesin (gemeente)
Słupca
Śmigiel (gemeente)
Sompolno (gemeente)
Śrem (gemeente)
Środa Wielkopolska (gemeente)
Stare Miasto (gemeente)
Stęszew (gemeente)
Strzałkowo (gemeente)
Suchy Las (gemeente)
Swarzędz (gemeente)
Szamotuły (gemeente)
Tarnowo Podgórne (gemeente)
Trzcianka (gemeente)
Trzemeszno (gemeente)
Tuliszków (gemeente)
Turek
Turek (gemeente)
Wągrowiec
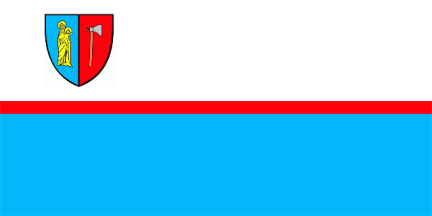
Wągrowiec (gemeente)
Wieleń (gemeente)
Witkowo (gemeente)
Wolsztyn (gemeente)
Wronki (gemeente)
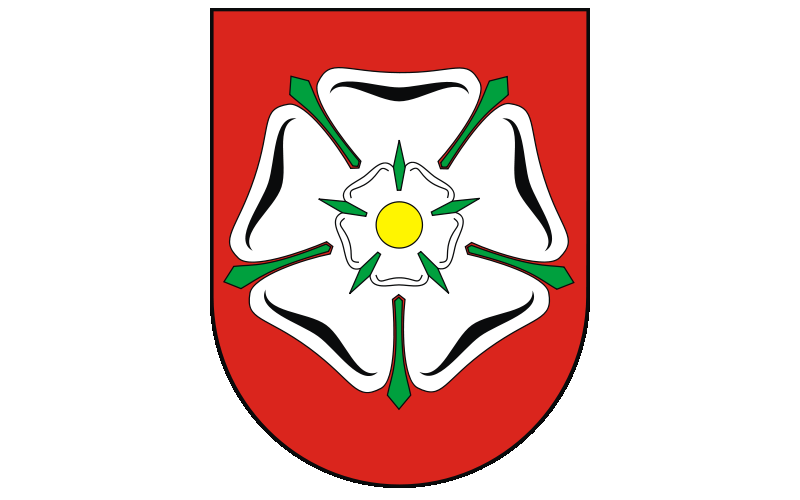
Września (gemeente)
Wyrzysk (gemeente)
Zbąszyń (gemeente)
Żerków (gemeente)
Złotów

## Heilig Kruis

Bieliny (gemeente)
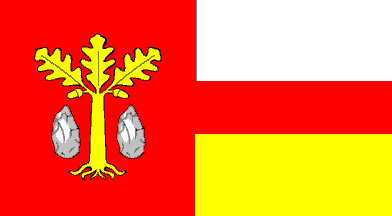
Bodzechów (gemeente)
Bodzentyn (gemeente)
Brody (gemeente in powiat Starachowicki)
Busko-Zdrój (gemeente)
Chęciny (gemeente)
Chmielnik (gemeente in powiat Kielecki)
Daleszyce (gemeente)
Górno (gemeente)
Jędrzejów (gemeente)
Kazimierza Wielka (gemeente)
Kielce
Końskie (gemeente)
Krasocin (gemeente)
Małogoszcz (gemeente)
Masłów (gemeente)
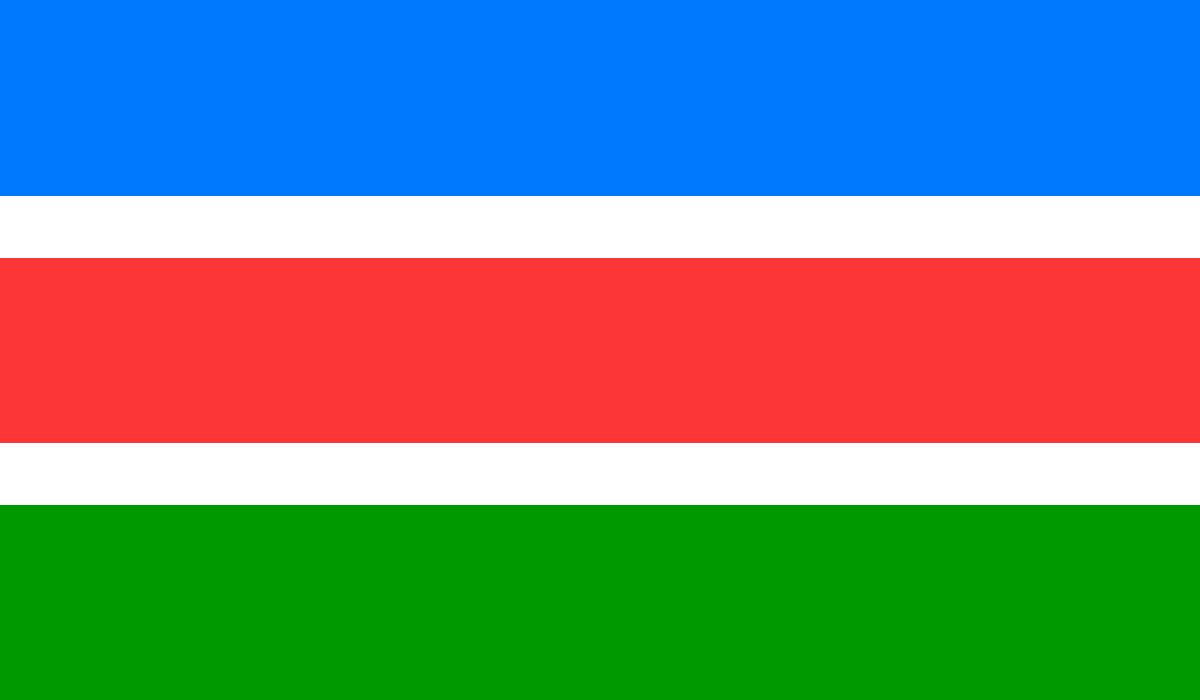
Miedziana Góra (gemeente)
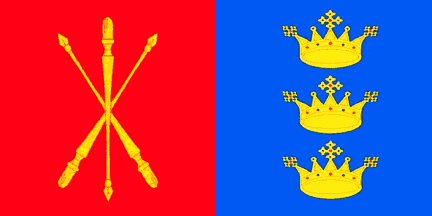
Morawica (gemeente)
Opatów (gemeente in powiat Opatowski)
Ostrowiec Świętokrzyski
Ożarów (gemeente)
Pawłów (gemeente)
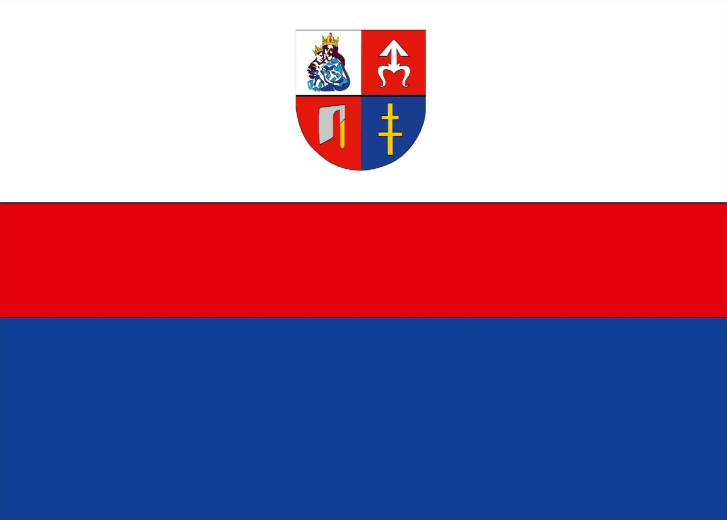
Piekoszów (gemeente)
Pińczów (gemeente)
Połaniec (gemeente)
Sandomierz
Sędziszów (gemeente)
Skarżysko-Kamienna
Stąporków (gemeente)
Starachowice
Strawczyn (gemeente)
Staszów (gemeente)
Suchedniów (gemeente)
Włoszczowa (gemeente)
Zagnańsk (gemeente)

## Klein-Polen

Alwernia (gemeente)
Andrychów (gemeente)
Biecz (gemeente)
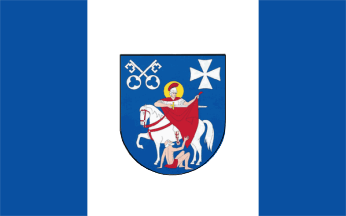
Biskupice (gemeente)
Bochnia
Bochnia (gemeente)
Brzesko (gemeente)
Brzeszcze (gemeente)
Brzeźnica (gemeente in powiat Wadowicki)
Bukowno
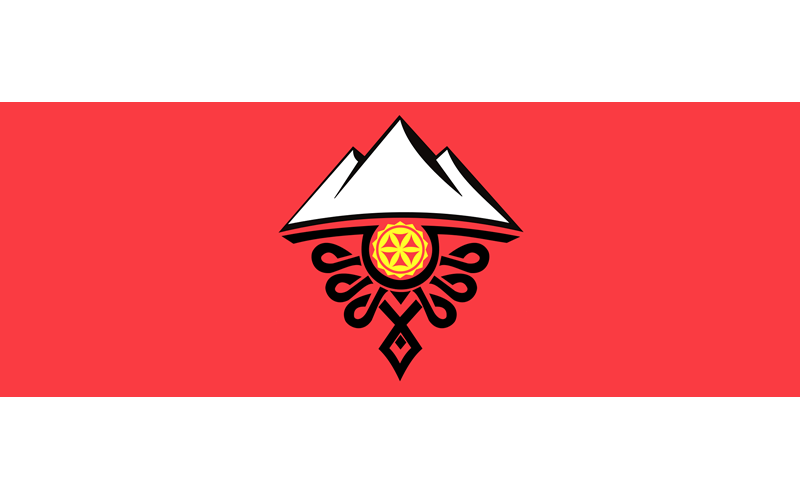
Bukowina Tatrzańska (gemeente)
Chełmek (gemeente)
Ciężkowice (gemeente)
Dąbrowa Tarnowska (gemeente)
Chełmiec (gemeente)
Chrzanów (gemeente in powiat Chrzanowski)
Czarny Dunajec (gemeente)
Czernichów (gemeente in powiat Krakowski)
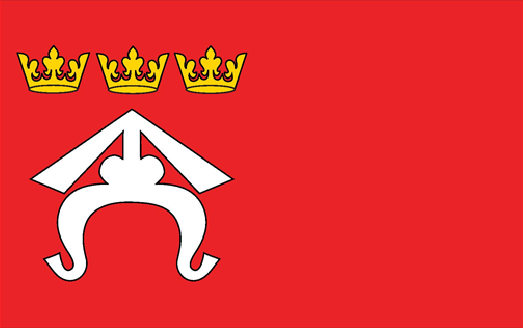
Dębno (gemeente in het district Brzesko)
Dobczyce (gemeente)
Dobra (gemeente in powiat Limanowski)
Gdów (gemeente)
Gorlice (stad)
Gorlice (gemeente)
Grybów (gemeente)
Jabłonka (gemeente)
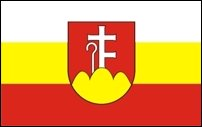
Jerzmanowice-Przeginia (gemeente)
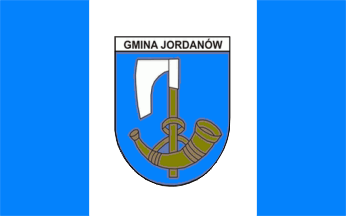
Jordanów (gemeente)
Kalwaria Zebrzydowska (gemeente)
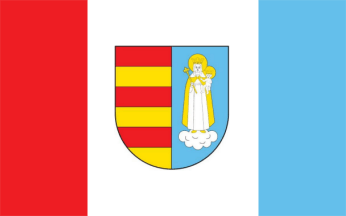
Kamionka Wielka (gemeente)
Kęty (gemeente)
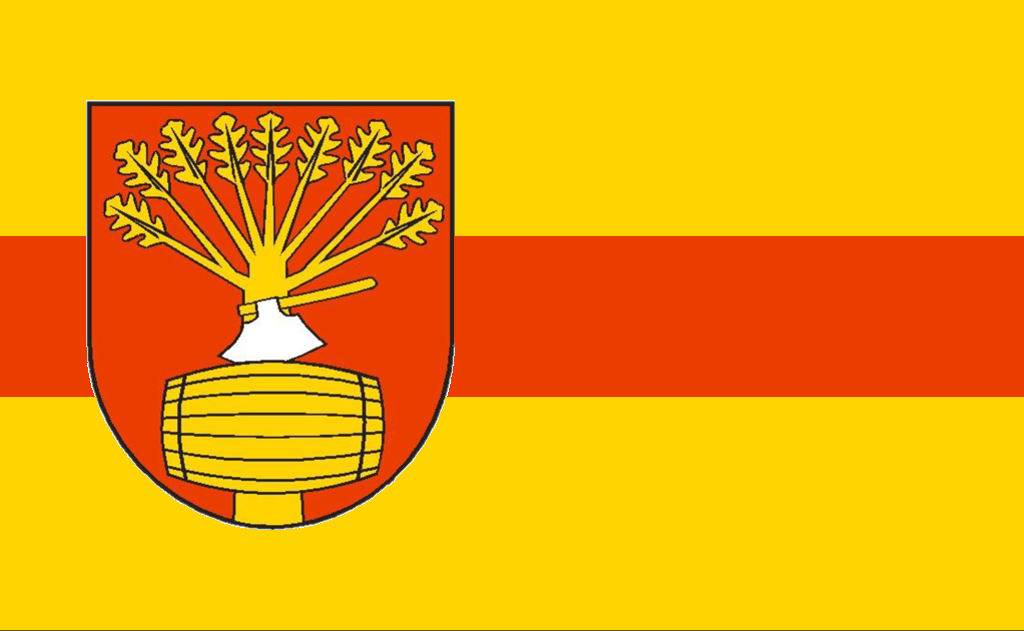
Kłaj (gemeente)
Klucze (gemeente)
Kocmyrzów-Luborzyca (gemeente)
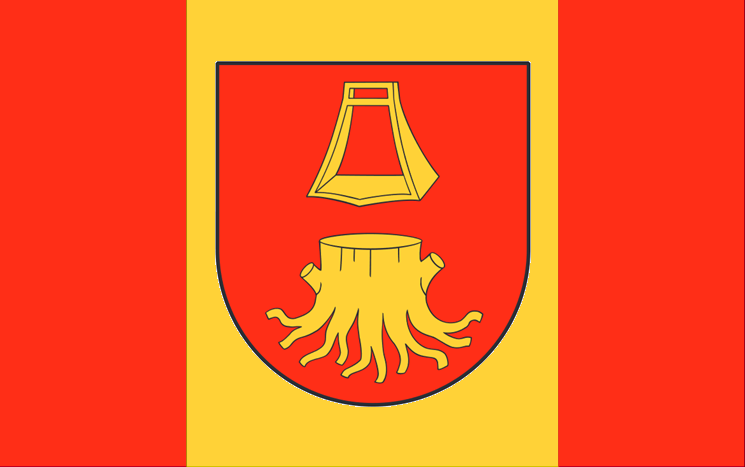
Korzenna (gemeente)
Krakau
Krynica-Zdrój (gemeente)
Krzeszowice (gemeente)
Łącko (gemeente)
Libiąż (gemeente)
Limanowa
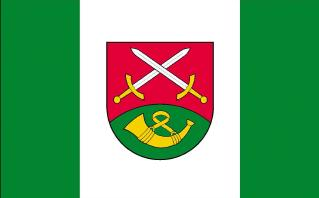
Limanowa (gemeente)
Lisia Góra (gemeente)
Liszki (gemeente)
Łososina Dolna (gemeente)
Łukowica (gemeente)
Lubień (gemeente)
Maków Podhalański (gemeente)
Michałowice (gemeente in powiat Krakowski)
Miechów (gemeente)
Mogilany (gemeente)
Mszana Dolna (gemeente)
Muszyna (gemeente)
Myślenice (gemeente)
Niepołomice (gemeente)
Nowy Sącz
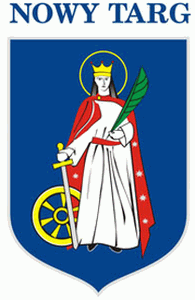
Nowy Targ
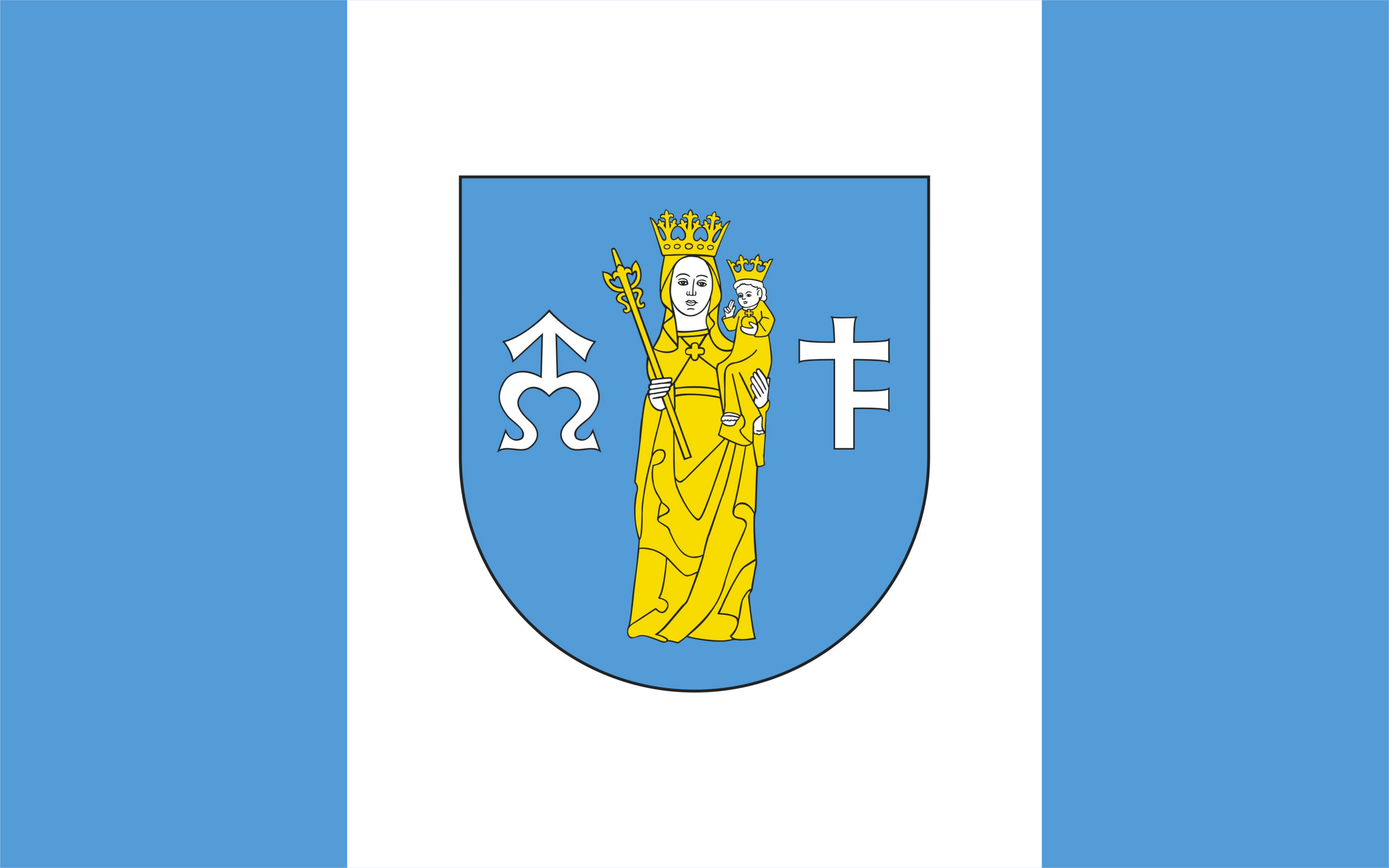
Nowy Targ (gemeente)
Nowy Wiśnicz (gemeente)
Olkusz (gemeente)
Oświęcim (stad)
Oświęcim (gemeente)
Pcim (gemeente)
Piwniczna-Zdrój (gemeente)
Pleśna (gemeente)
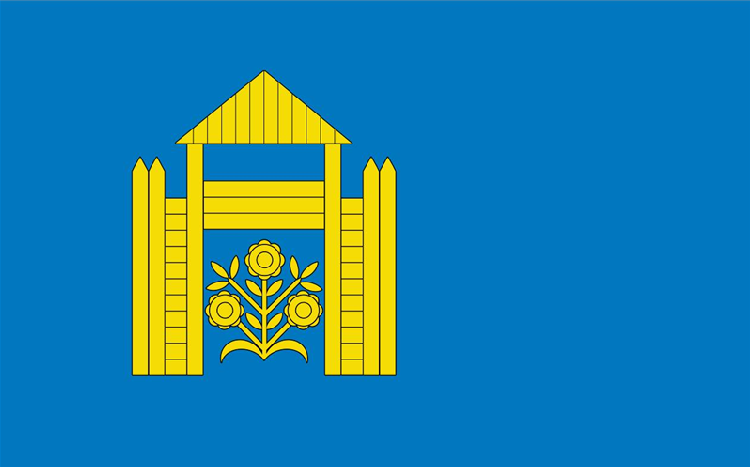
Podegrodzie (gemeente)
Poronin (gemeente)
Proszowice (gemeente)
Raba Wyżna (gemeente)
Rabka-Zdrój (gemeente)
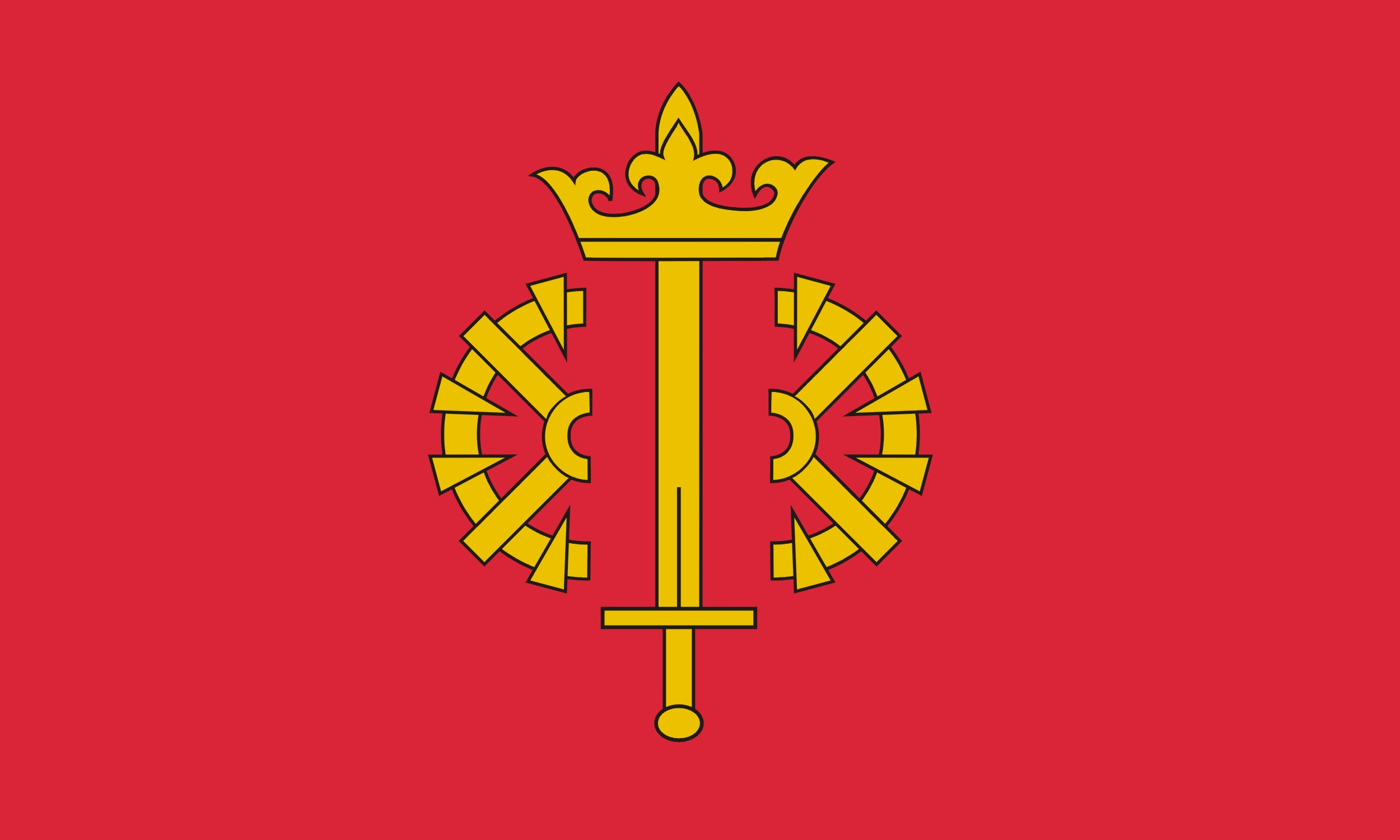
Ryglice (gemeente)
Rzezawa (gemeente)
Skała (gemeente)
Skawina (gemeente)
Skrzyszów (gemeente)
Słomniki (gemeente)
Spytkowice (gemeente in het district Wadowice)
Stary Sącz (gemeente)
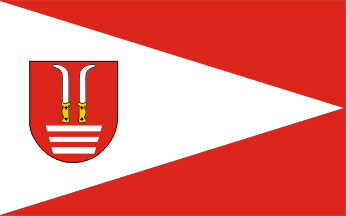
Stryszawa (gemeente)
Sułkowice (gemeente)
Świątniki Górne (gemeente)
Szaflary (gemeente)
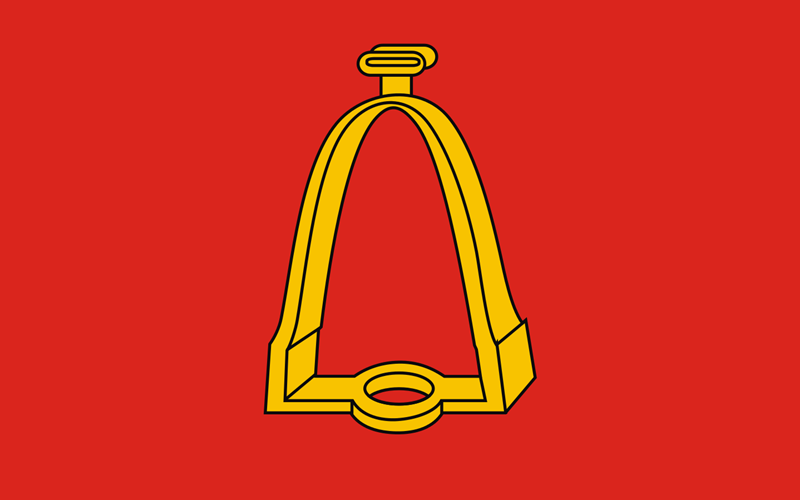
Szczucin (gemeente)
Tarnów
Tarnów (gemeente)
Tuchów (gemeente)
Trzebinia (gemeente)
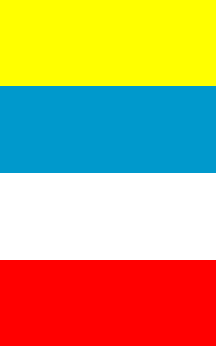
Wadowice (gemeente)
Wieliczka (gemeente)
Wielka Wieś (gemeente)
Wieprz (gemeente)
Wierzchosławice (gemeente)
Wojnicz
Wolbrom (gemeente)
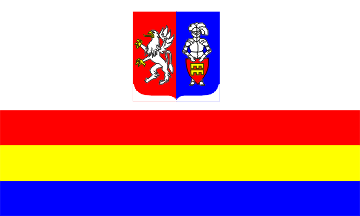
Zabierzów (gemeente)
Żabno (gemeente)
Zakliczyn (gemeente)
Zakopane
Zielonki (gemeente)

## Koejavië-Pommeren

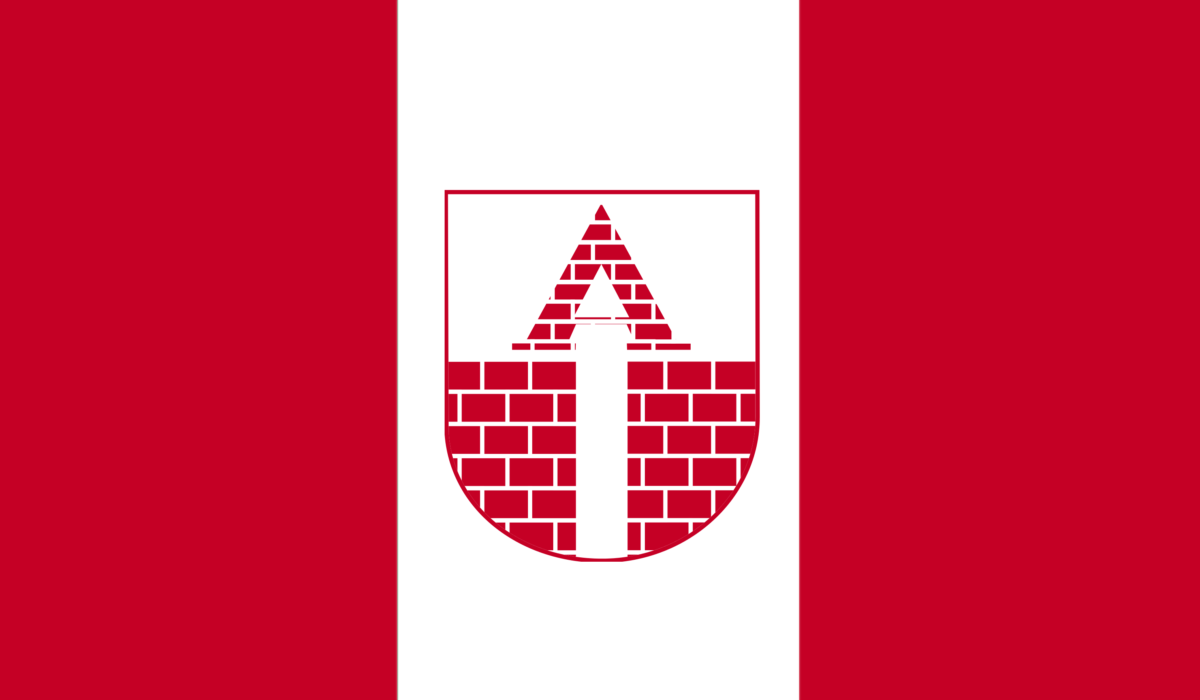
Aleksandrów Kujawski (stad)
Aleksandrów Kujawski (gemeente)
Barcin (gemeente)
Białe Błota (gemeente)
Brodnica (stad)
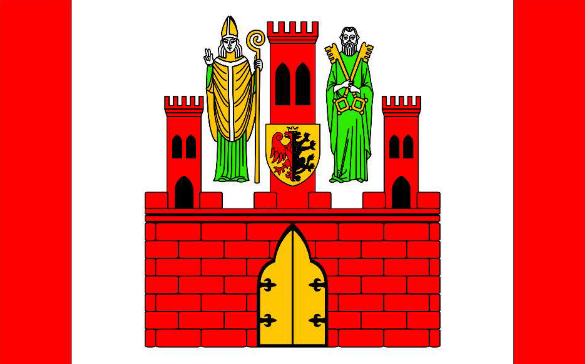
Brześć Kujawski (gemeente)
Bydgoszcz
Chełmno nad Wisłą
Chełmża
Ciechocinek
Dobrcz (gemeente)
Fabianki (gemeente)
Gniewkowo (gemeente)
Golub-Dobrzyń (stad)
Grudziądz (stad)
Grudziądz (gemeente)
Inowrocław
Inowrocław (gemeente)
Janikowo (gemeente)
Kcynia (gemeente)
Koronowo (gemeente)
Kowalewo Pomorskie (gemeente)
Kruszwica (gemeente)
Łabiszyn (gemeente)
Lipno (stad)
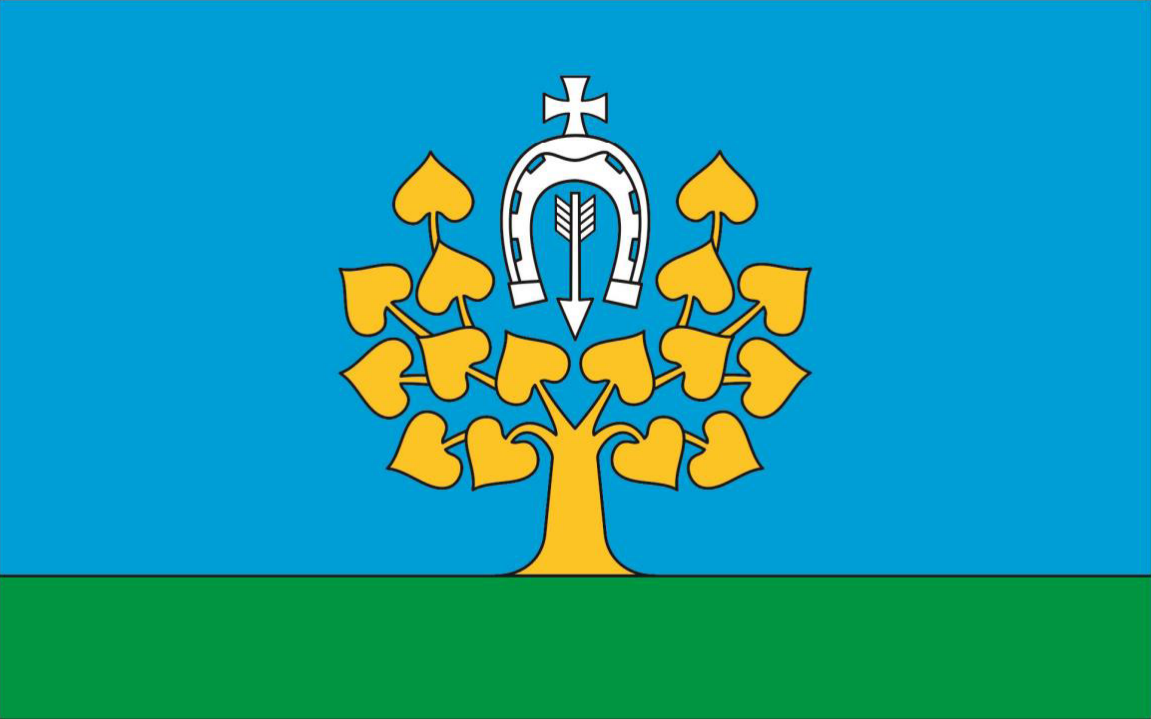
Lipno (gemeente in powiat Lipnowski)
Lubicz (gemeente)
Łysomice (gemeente)
Mogilno (gemeente)
Nakło nad Notecią (gemeente)
Nowa Wieś Wielka (gemeente)
Nowe (gemeente)
Osielsko (gemeente)
- Rypin
Sępólno Krajeńskie (gemeente)
Rypin
Sępólno Krajeńskie (gemeente)
Sicienko (gemeente)
Solec Kujawski (gemeente)
Strzelno (gemeente)
Świecie (gemeente)
Szubin (gemeente)
Toruń
Tuchola (gemeente)
Wąbrzeźno
Więcbork (gemeente)
Włocławek
Zławieś Wielka (gemeente)
Żnin (gemeente)

## Łódź

Aleksandrów Łódzki (gemeente)
Andrespol (gemeente)
Bełchatów (stad)
Bełchatów (gemeente)
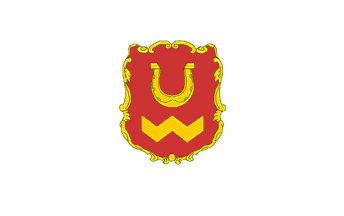
Biała Rawska (gemeente)
Błaszki (gemeente)
Brzeziny (stad)
Drzewica (gemeente)
Działoszyn (gemeente)
Głowno (stad)
Konstantynów Łódzki
Koluszki (gemeente)
Kutno
Łask (gemeente)
Łęczyca
Łódź (stad)
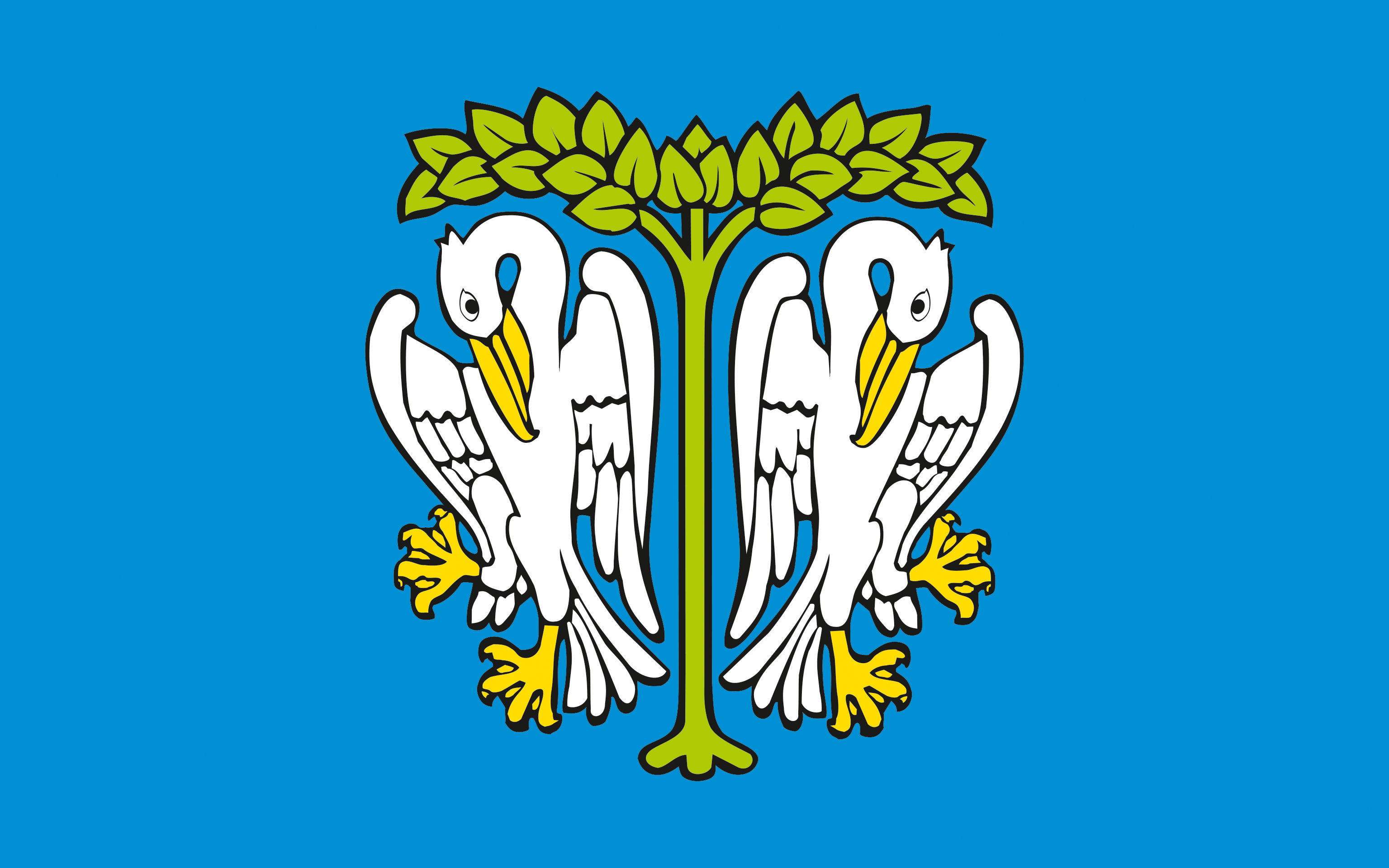
Łowicz
Moszczenica (gemeente in powiat Piotrkowski)
Opoczno (gemeente)
Ozorków
Pabianice
Pajęczno (gemeente)
Piotrków Trybunalski
Poddębice (gemeente)
Radomsko
Rawa Mazowiecka
Rozprza (gemeente)
Rzgów (gemeente in powiat Łódzki wschodni)
Sieradz
Sieradz (gemeente)
Skierniewice
Stryków (gemeente)
Sulejów (gemeente)
Tomaszów Mazowiecki
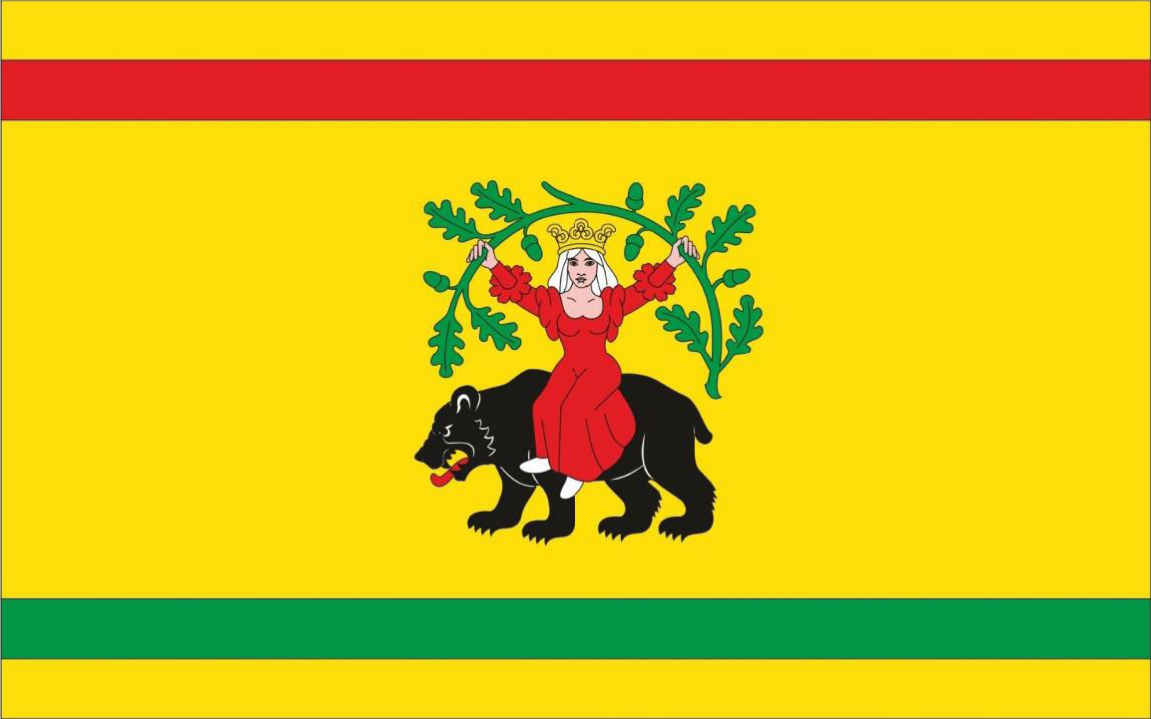
Tomaszów Mazowiecki (gemeente)
Tuszyn (gemeente)
Warta (gemeente)
Wieluń (gemeente)
Wieruszów (gemeente)
Wola Krzysztoporska (gemeente)
Zduńska Wola
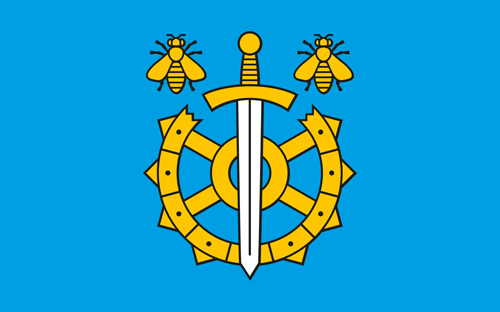
Zduńska Wola (gemeente)
Zelów (gemeente)
Zgierz
Zgierz (gemeente)
Żychlin (gemeente)

## Lublin

Bełżyce (gemeente)
Biała Podlaska
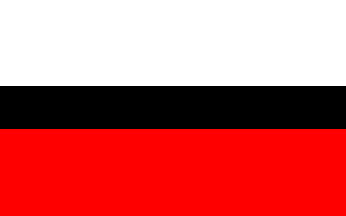
Biała Podlaska (gemeente)
Biłgoraj
Biłgoraj (gemeente)
Bychawa (gemeente)
Chełm
Chełm (gemeente)
Dęblin
Głusk (gemeente)
Hrubieszów (plaats)
Kraśnik
Janów Lubelski (gemeente)
Jastków (gemeente)
Konopnica (gemeente in powiat Lubelski)
Krasnystaw
Krzywda (gemeente)
Łęczna (gemeente)
Lubartów
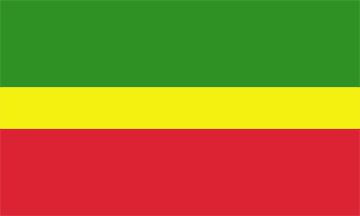
Lubartów (gemeente)
Lublin
Łuków
Łuków (gemeente)
Międzyrzec Podlaski
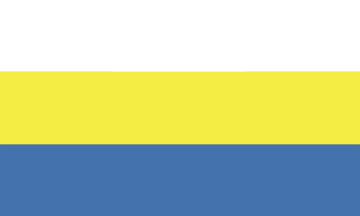
Międzyrzec Podlaski (gemeente)
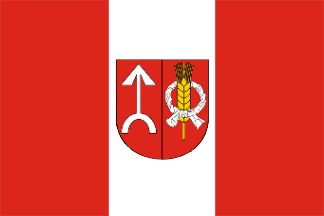
Niedrzwica Duża (gemeente)
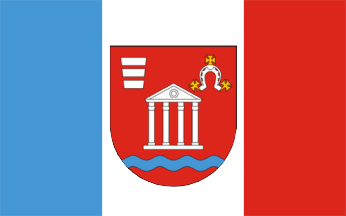
Niemce (gemeente)
Opole Lubelskie (gemeente)
Parczew (gemeente)
Piaski (gemeente in Lublin)
Poniatowa (gemeente)
Puławy
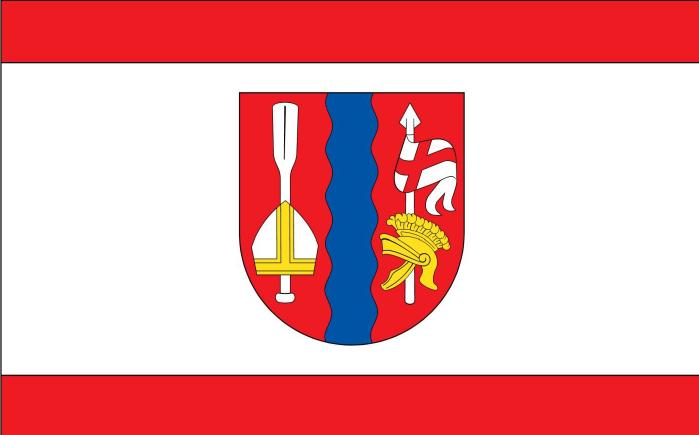
Puławy (gemeente)
Radzyń Podlaski
Ryki (gemeente)
Świdnik
Szczebrzeszyn (gemeente)
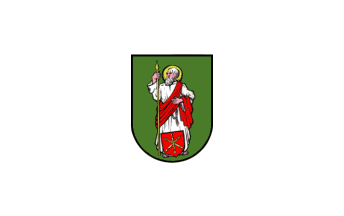
Tomaszów Lubelski
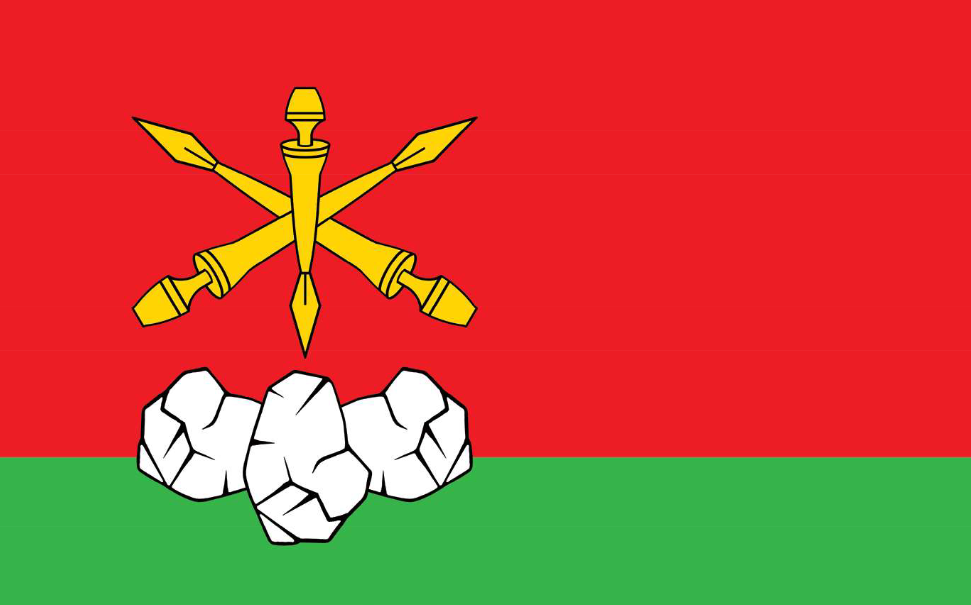
Tomaszów Lubelski (gemeente)
Włodawa
Wólka (gemeente)
Zamość
Zamość (gemeente)

## Lubusz

Deszczno (gemeente)
Drezdenko (gemeente)
Gorzów Wielkopolski (stad)
Gubin (stad)
Kostrzyn nad Odrą
Krosno Odrzańskie (gemeente)
Kożuchów (gemeente)
Lubsko (gemeente)
Międzyrzecz (gemeente)
Nowa Sól
Skwierzyna (gemeente)
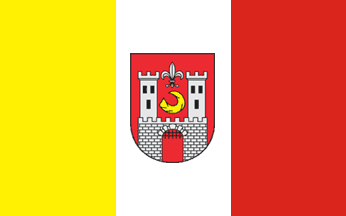
Sława (gemeente)
Słubice (gemeente in powiat Słubicki)
Strzelce Krajeńskie (gemeente)
Sulęcin (gemeente)
Sulechów (gemeente)
Świebodzin (gemeente)
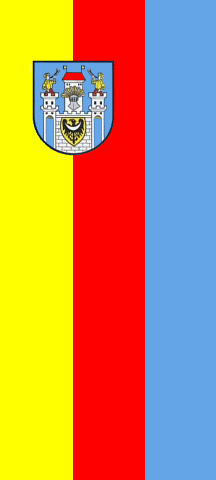
Szprotawa (gemeente)
Witnica (gemeente)
Wschowa (gemeente)
Żagań
Żary
Żary (gemeente)
Zielona Góra (stad)

## Mazovië

Białobrzegi (gemeente in powiat Białobrzeski)
Błonie (gemeente)
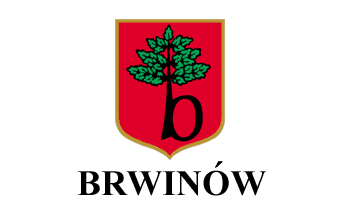
Brwinów (gemeente)
Celestynów (gemeente)
Chorzele (gemeente)
Ciechanów
Czosnów (gemeente)
Dębe Wielkie (gemeente)
Gąbin (gemeente)
Garwolin (stad)
Garwolin (gemeente)
Góra Kalwaria (gemeente)
Gostynin (stad)
Gostynin (gemeente)
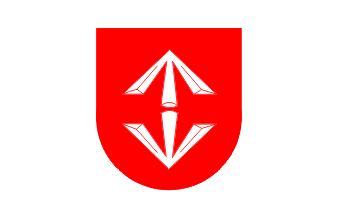
Grodzisk Mazowiecki (gemeente)
Grójec (gemeente)
Halinów (gemeente)
Iłża (gemeente)
Izabelin (gemeente)
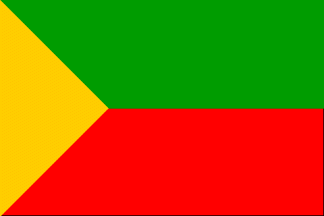
Jabłonna (gemeente in powiat Legionowski)
Jaktorów (gemeente)
Jedlińsk (gemeente)
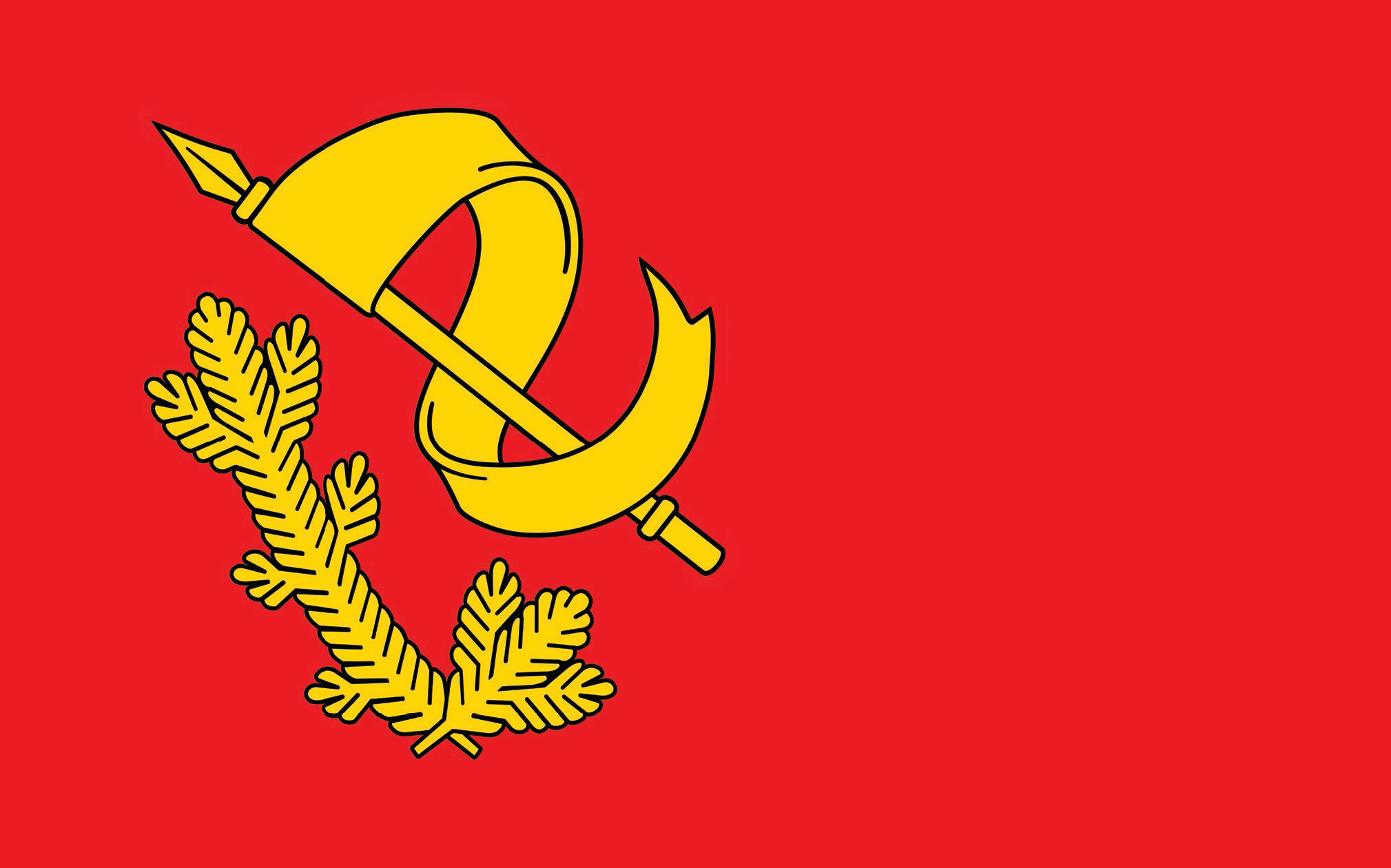
Jedlnia-Letnisko (gemeente)
Józefów (powiat Otwocki)
Kadzidło (gemeente)
Karczew (gemeente)
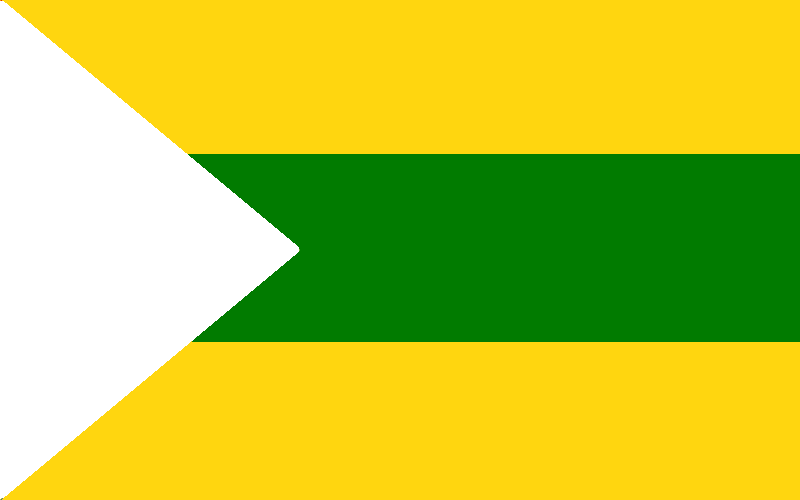
Klembów (gemeente)
Kobyłka
Konstancin-Jeziorna (gemeente)
Kowala (gemeente)
Kozienice (gemeente)
Legionowo
Leszno (gemeente)
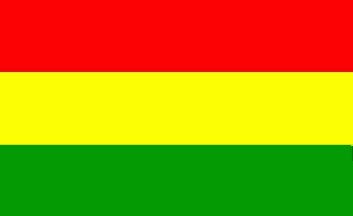
Lesznowola (gemeente)
Lipsko (gemeente)
Łochów (gemeente)
Łomianki (gemeente)
Łosice (gemeente)
Małkinia Górna (gemeente)
Marki
Michałowice (gemeente in powiat Pruszkowski)
Milanówek
Mińsk Mazowiecki
Mińsk Mazowiecki (gemeente)
Mława
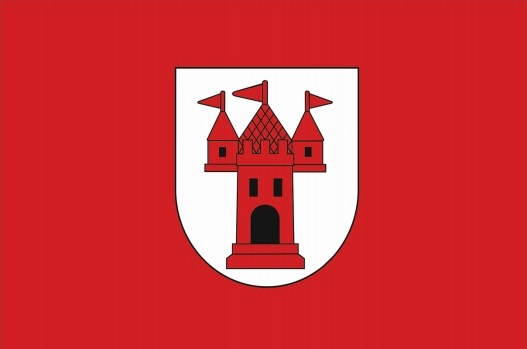
Mszczonów (gemeente)
Myszyniec (gemeente)
Nadarzyn (gemeente)
Nasielsk (gemeente)
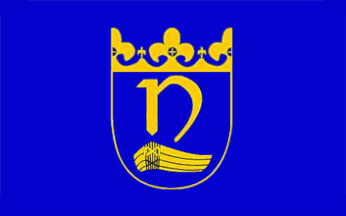
Nieporęt (gemeente)
Nowy Dwór Mazowiecki
Olszewo-Borki (gemeente)
Ostrołęka
Ostrów Mazowiecka
Ostrów Mazowiecka (gemeente)
Otwock
Ożarów Mazowiecki (gemeente)
Piaseczno (gemeente)
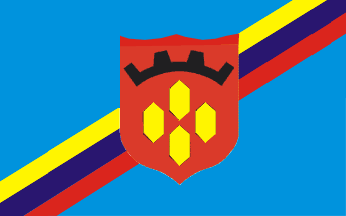
Piastów
Pilawa (gemeente)
Pionki
Płock
Płońsk (plaats)
Prażmów (gemeente)
Pruszków
Przasnysz
Przysucha (gemeente)
Pułtusk (gemeente)
Radom
Radzymin (gemeente)
Raszyn (gemeente)
Rzekuń (gemeente)
Serock (gemeente)
Siedlce
Siedlce (gemeente)
Sierpc
Skaryszew (gemeente)
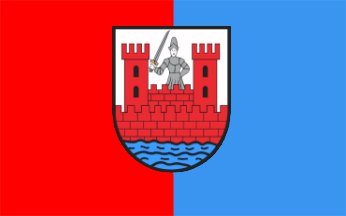
Sochaczew
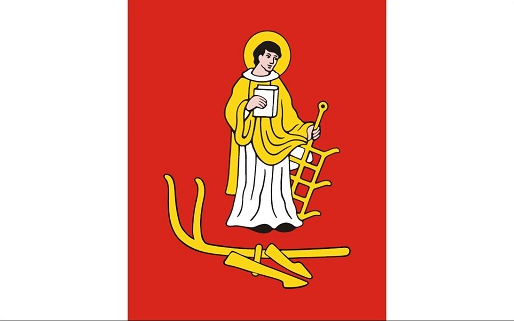
Sochaczew (gemeente)
Sokołów Podlaski
Stare Babice (gemeente)
Stara Biała (gemeente)
Sulejówek
Szydłowiec (gemeente)
Tarczyn (gemeente)
Teresin (gemeente)
Tłuszcz (gemeente)
Warka (gemeente)
Warschau
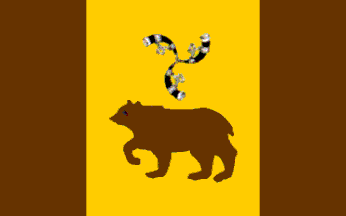
Węgrów
Wiązowna (gemeente)
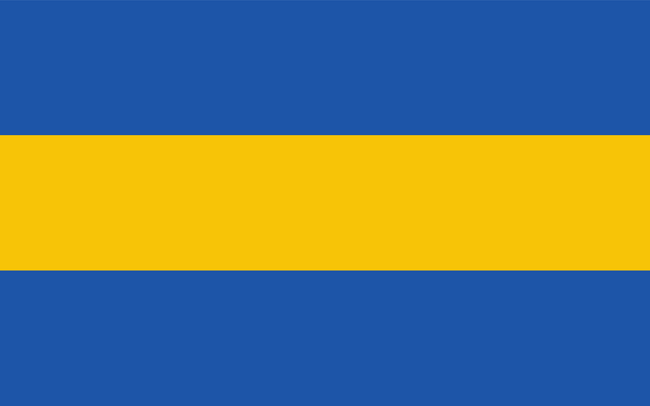
Wieliszew (gemeente)
Wołomin (gemeente)
Wyszków (gemeente)
Ząbki
Zakrzew (gemeente in powiat Radomski)
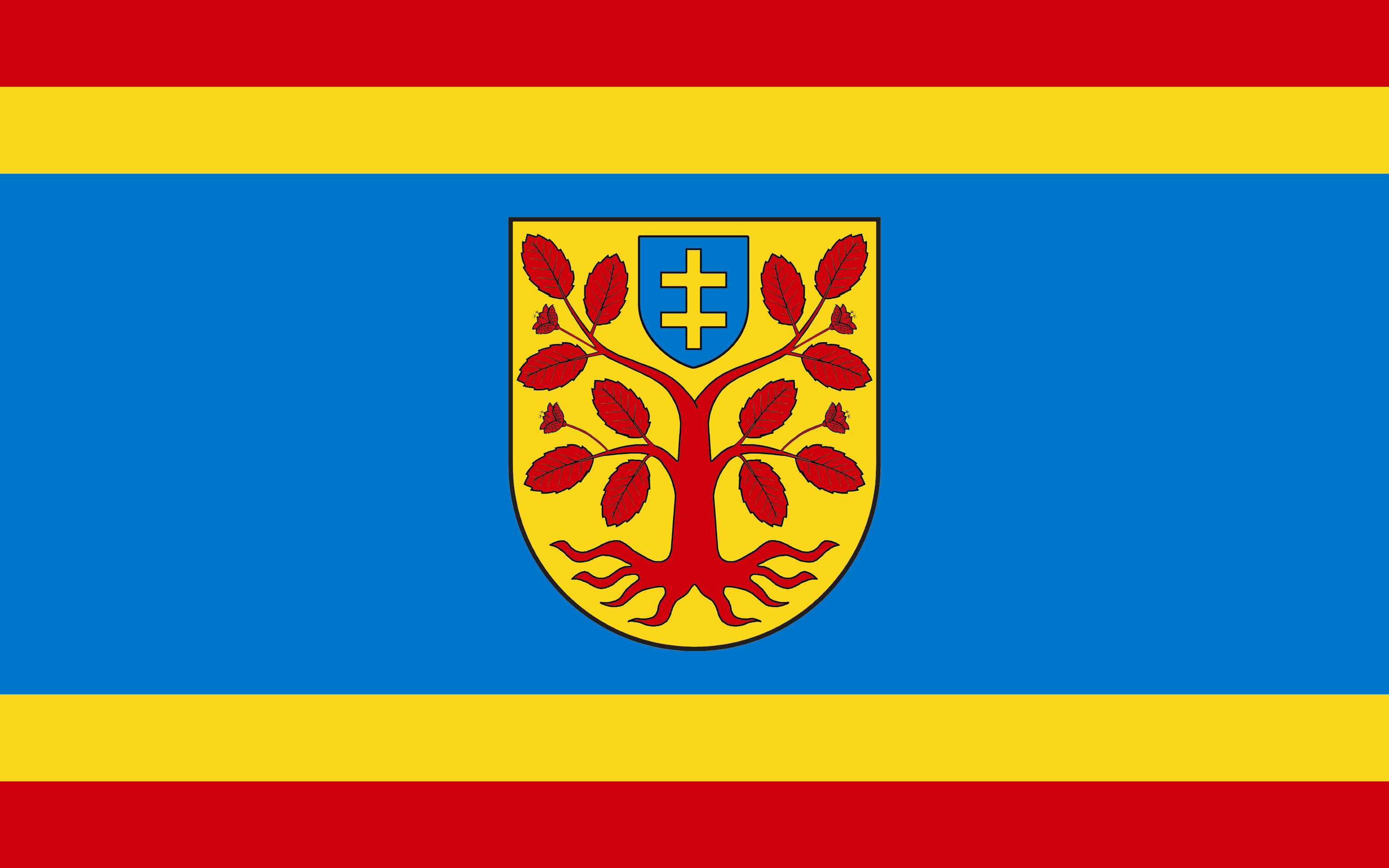
Zbuczyn (gemeente)
Zielonka
Żuromin (gemeente)
Zwoleń (gemeente)
Żyrardów

## Neder-Silezië

Bielawa
Boguszów-Gorce
Bogatynia (gemeente)
Bolesławiec (stad)
Bolesławiec (gemeente in powiat Bolesławiecki)
Bolków (gemeente)
Brzeg Dolny (gemeente)
Bystrzyca Kłodzka (gemeente)
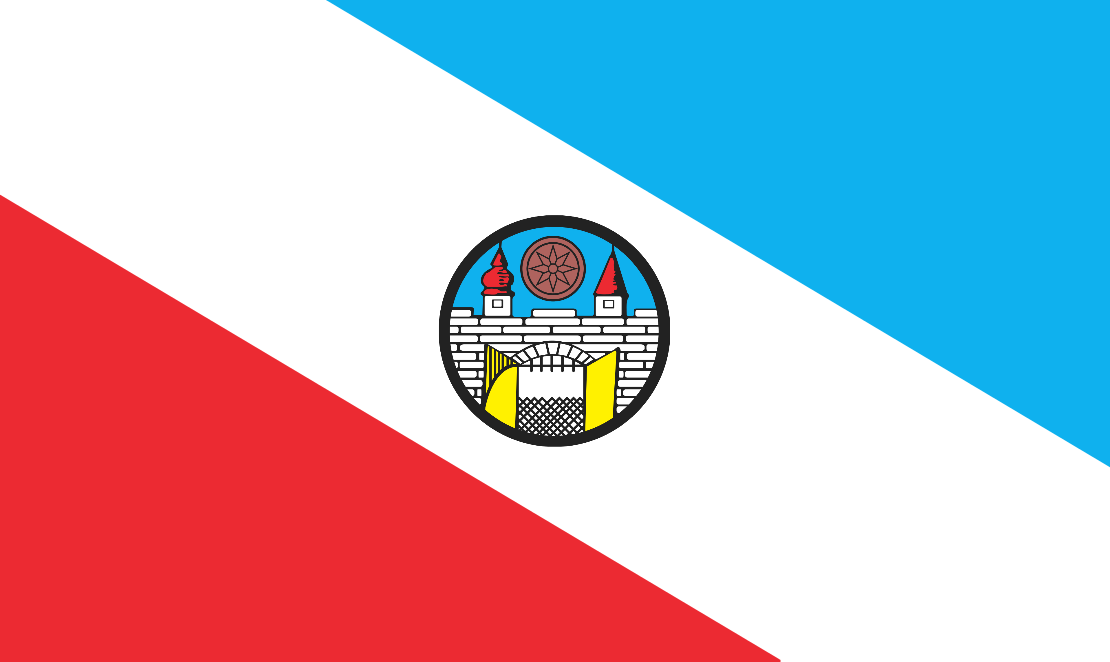
Chocianów (gemeente)
Chojnów
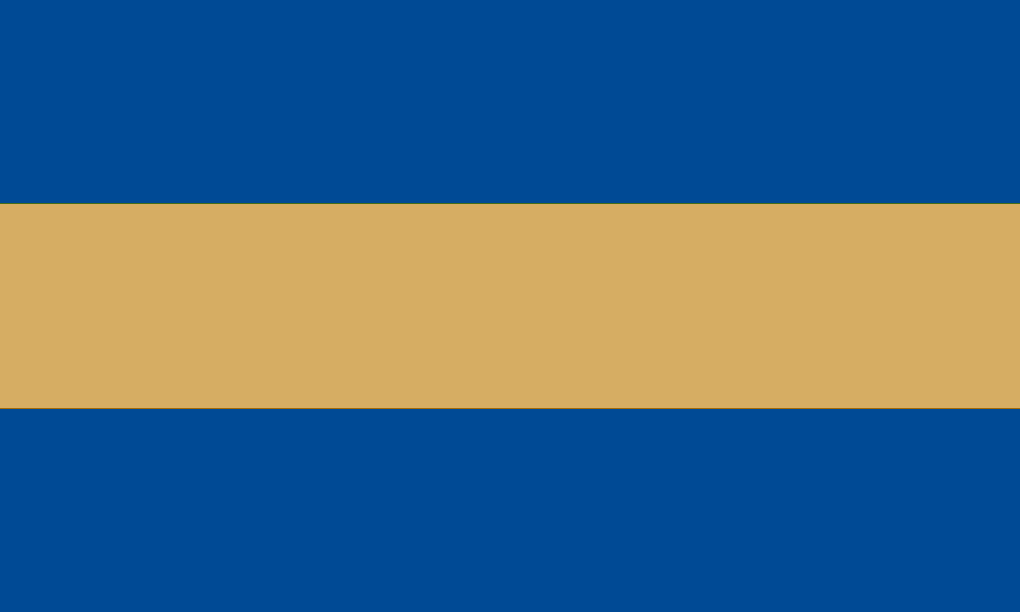
Czernica (gemeente)
Długołęka (gemeente)
Dzierżoniów (stad)
Głogów (stad)
Góra (gemeente)
Jawor
Jaworzyna Śląska (gemeente)
Jelcz-Laskowice (gemeente)
Jelenia Góra
Kamienna Góra (plaats)
Kąty Wrocławskie (gemeente)
Kłodzko
Kłodzko (gemeente)
Kobierzyce (gemeente)
Kowary
Legnica (plaats)
Lubań
Lubawka (gemeente)
Lubin
Lubin (gemeente)
Lwówek Śląski (gemeente)
Miękinia (gemeente)
Milicz (gemeente)
Mysłakowice (gemeente)
Nowa Ruda
Nowa Ruda (gemeente)
Nowogrodziec (gemeente)
Oborniki Śląskie (gemeente)
Oława
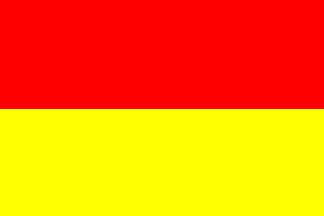
Oława (gemeente)
Oleśnica (stad in powiat Oleśnicki)
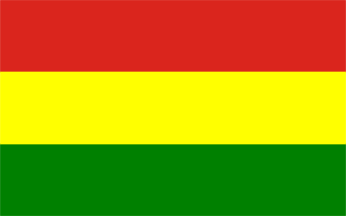
Oleśnica (gemeente in powiat Oleśnicki)
Polkowice (gemeente)
Siechnice (gemeente)
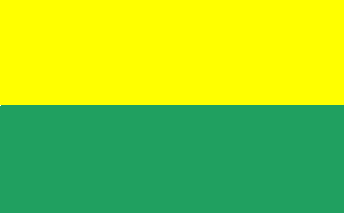
Sobótka (gemeente)
Środa Śląska (gemeente)
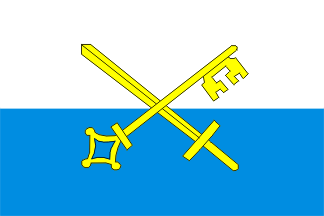
Strzegom (gemeente)
Strzelin (gemeente)
Świdnica (stad)
Świdnica (gemeente in powiat Świdnicki)
Świebodzice
Syców (gemeente)
Trzebnica (gemeente)
Twardogóra (gemeente)
Wałbrzych
Wisznia Mała (gemeente)
Wołów (gemeente)
Wrocław
Ząbkowice Śląskie (gemeente)
Żarów (gemeente)
Zgorzelec
Ziębice (gemeente)
Złotoryja
Żmigród (gemeente)
Żórawina (gemeente)

## Opole

Biała (gemeente in powiat Prudnicki)
Brzeg
Głogówek (gemeente)
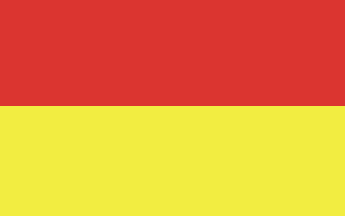
Głubczyce (gemeente)
Głuchołazy (gemeente)
Gogolin (gemeente)
Grodków (gemeente)
Kędzierzyn-Koźle
Kietrz (gemeente)
Kluczbork (gemeente)
Krapkowice (gemeente)
Lewin Brzeski (gemeente)
Namysłów (gemeente)
Niemodlin (gemeente)
Nysa (gemeente)
Olesno (gemeente in powiat Oleski)
Opole (stad)
Otmuchów (gemeente)
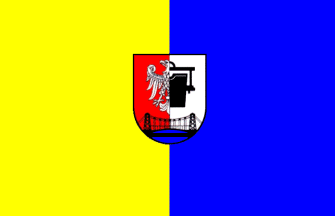
Ozimek (gemeente)
Paczków (gemeente)
Praszka (gemeente)
Prudnik (gemeente)
Strzelce Opolskie (gemeente)
Turawa (gemeente)
Wołczyn (gemeente)
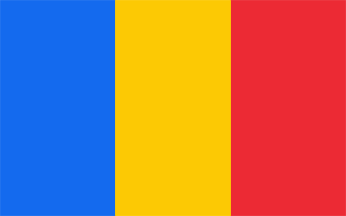
Zawadzkie (gemeente)
Zdzieszowice (gemeente)

## Podlachië

Augustów (plaats)
Białystok (stad)
Bielsk Podlaski (plaats)
Choroszcz (gemeente)
Czarna Białostocka (gemeente)
Dąbrowa Białostocka (gemeente)
Grajewo (stad)
Hajnówka (stad)
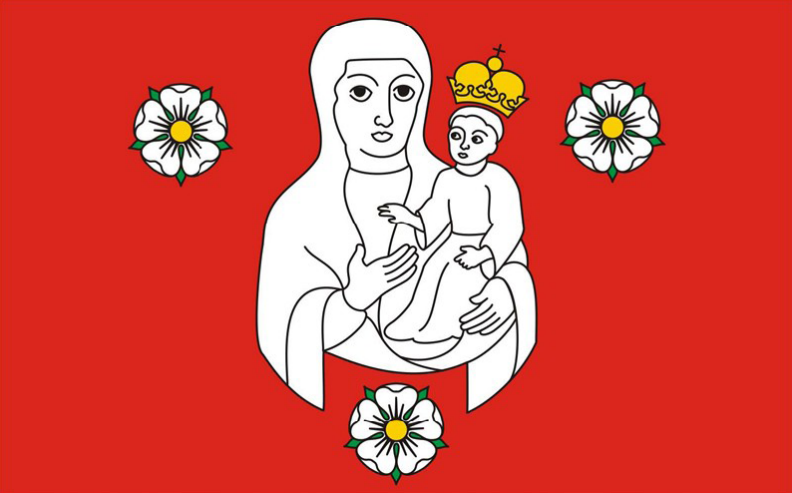
Juchnowiec Kościelny (gemeente)
Kolno (stad)
Łapy (gemeente)
Łomża
Łomża (gemeente)
Mońki (gemeente)
Piątnica (gemeente)
Siemiatycze
Sokółka (gemeente)
Supraśl (gemeente)
Suwałki
Wasilków (gemeente)
Zambrów

## Pommeren

Brusy (gemeente)
Bytów (gemeente)
Chojnice
Chojnice (gemeente)
Czersk (gemeente)
Człuchów
Człuchów (gemeente)
Gdańsk
Gdynia
Gniew (gemeente)
Kartuzy (gemeente)
Kobylnica (gemeente)
Kolbudy (gemeente)
Kosakowo (gemeente)
Kościerzyna
Kościerzyna (gemeente)
Krokowa (gemeente)
Kwidzyn
Kwidzyn (gemeente)
Lębork
Łęczyce (gemeente)
Luzino (gemeente)
Malbork
Miastko (gemeente)
Nowa Wieś Lęborska (gemeente)
Nowy Dwór Gdański (gemeente)
Pelplin (gemeente)
Pruszcz Gdański
Pruszcz Gdański (gemeente)
Puck (stad)
Puck (gemeente)
Reda (Pommeren)
Prabuty (gemeente)
Rumia
Sierakowice (gemeente)
Skarszewy (gemeente)
Słupsk
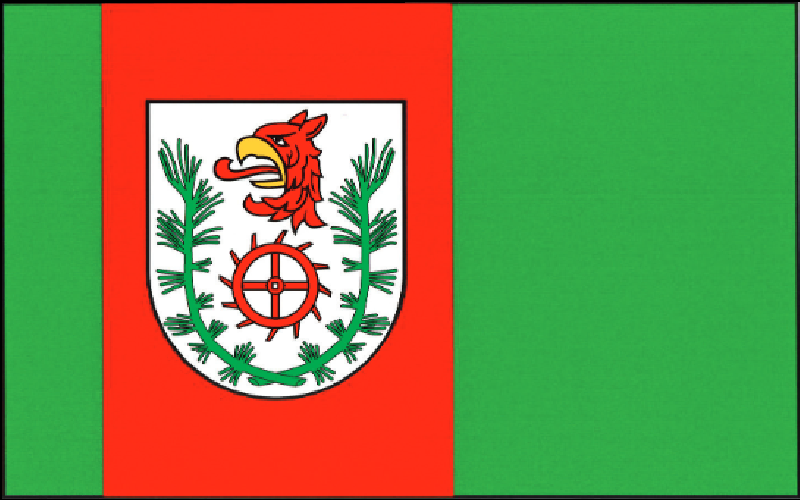
Słupsk (gemeente)
Somonino (gemeente)
Sopot
Starogard Gdański
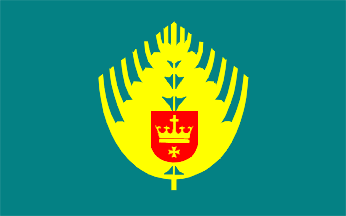
Starogard Gdański (gemeente)
Stężyca (gemeente in powiat Kartuski)
Szemud (gemeente)
Sztum (gemeente)
Tczew
Tczew (gemeente)
Trąbki Wielkie (gemeente)
Ustka
Wejherowo
Wejherowo (gemeente)
Władysławowo
Zblewo (gemeente)
Żukowo (gemeente)

## Silezië

Będzin
Bestwina (gemeente)
Bielsko-Biała
Bieruń
Blachownia (gemeente)
Bobrowniki (gemeente in powiat Będziński)
Brenna (gemeente)
Buczkowice (gemeente)
Bytom
Chorzów
Cieszyn (stad)
Czechowice-Dziedzice (gemeente)
Czeladź
Czerwionka-Leszczyny (gemeente)
Częstochowa (stad)
Dąbrowa Górnicza
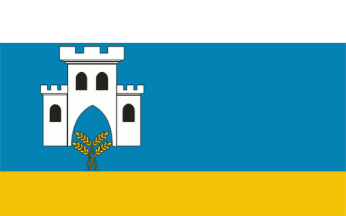
Gierałtowice (gemeente)
Gliwice
Godów (gemeente)
Goleszów (gemeente)
Gorzyce (gemeente in powiat Wodzisławski)
Hażlach (gemeente)
Istebna (gemeente)
Jasienica (gemeente)
Jastrzębie-Zdrój
Jaworzno
Jeleśnia (gemeente)
Katowice
Kłobuck (gemeente)
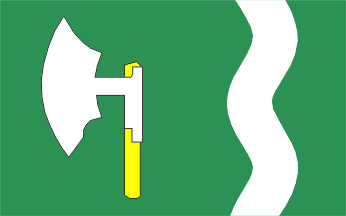
Kłomnice (gemeente)
Knurów
Konopiska (gemeente)
Koszęcin (gemeente)
Koziegłowy (gemeente)
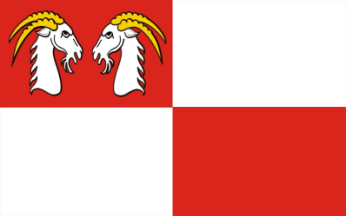
Kozy (gemeente)
Krzyżanowice (gemeente)
Kuźnia Raciborska (gemeente)
Łaziska Górne
Łazy (gemeente)
Lędziny
Lipowa (gemeente)
Łodygowice (gemeente)
Lubliniec
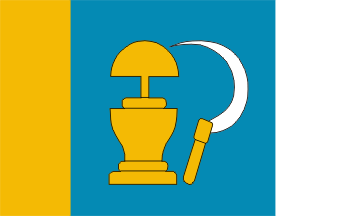
Miedźna (gemeente)
Mikołów
Milówka (gemeente)
Mstów (gemeente)
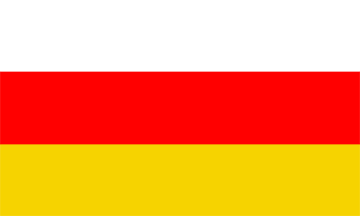
Mykanów (gemeente)
Mysłowice
Myszków
Orzesze
Pawłowice (gemeente)
Piekary Śląskie
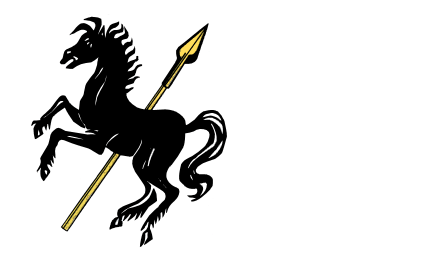
Pilchowice (gemeente)
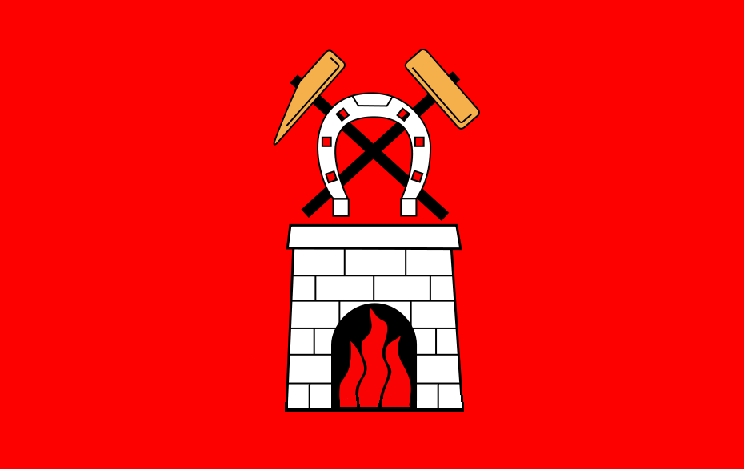
Poczesna (gemeente)
Porąbka (gemeente)
Poraj (gemeente)
Psary (gemeente)
Pszczyna (gemeente)
Pszów
Pyskowice
Racibórz
Radlin
Radziechowy-Wieprz (gemeente)
Radzionków
Ruda Śląska
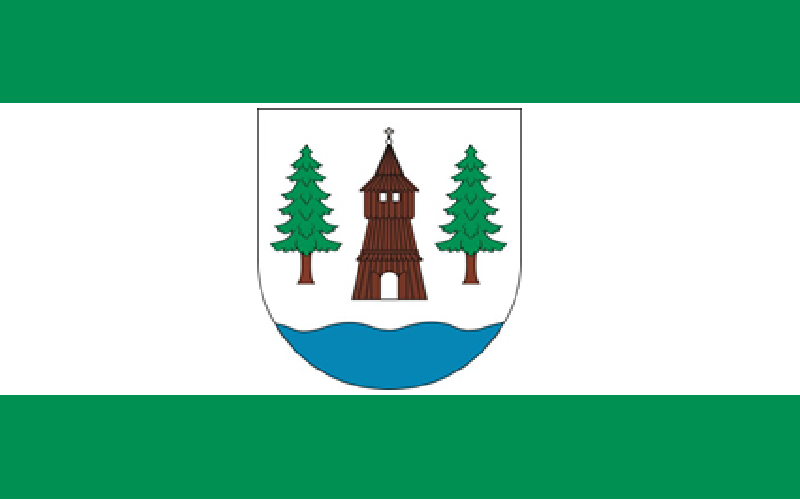
Rudziniec (gemeente)
Rybnik
Rydułtowy
Siemianowice Śląskie
Siewierz (gemeente)
Skoczów (gemeente)
Sosnowiec
Strumień (gemeente)
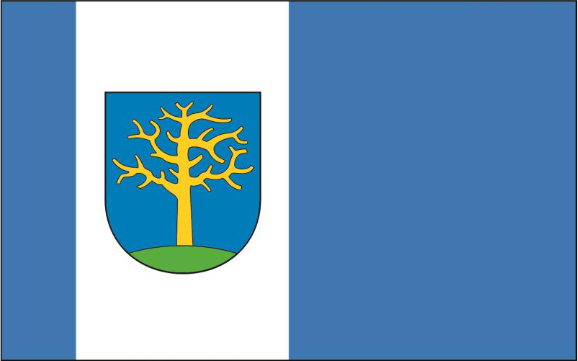
Suszec (gemeente)
Świerklaniec (gemeente)
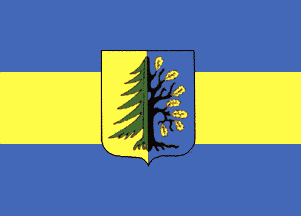
Świerklany (gemeente)
Świętochłowice
Tarnowskie Góry
Tychy
Ustroń
Węgierska Górka (gemeente)
Wilamowice (gemeente)
Wilkowice (gemeente)
Wisła (stad)
Wodzisław Śląski
Wręczyca Wielka (gemeente)
Zabrze
Zawiercie
Zbrosławice (gemeente)
Zebrzydowice (gemeente)
Żory
Żywiec (stad)

## Subkarpaten

Baranów Sandomierski (gemeente)
Błażowa (gemeente)
Boguchwała (gemeente)
Brzostek (gemeente)
Brzozów (gemeente)
Chorkówka (gemeente)
Czarna (gemeente in powiat Dębicki)
Czarna (gemeente in powiat Łańcucki)
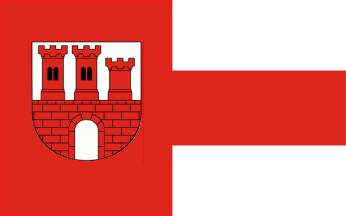
Czudec (gemeente)
Dębica (stad)
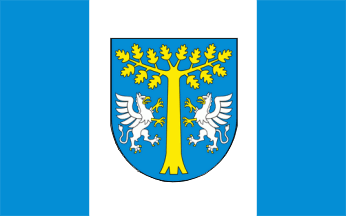
Dębica (gemeente)
Dukla (gemeente)
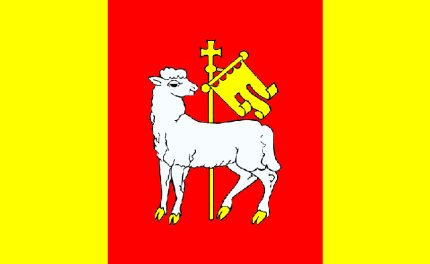
Frysztak (gemeente)
Głogów Małopolski (gemeente)
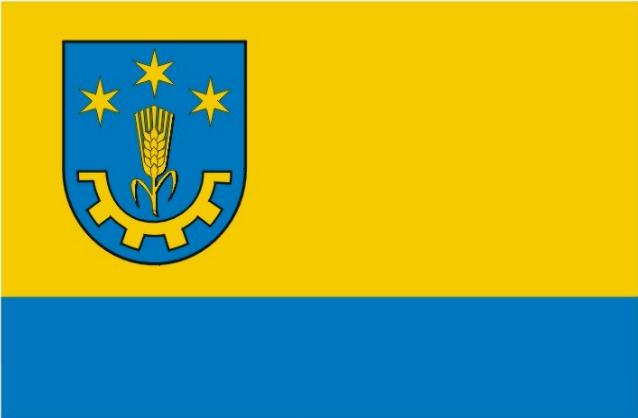
Gorzyce (gemeente in powiat Tarnobrzeski)
Grębów (gemeente)
Iwonicz-Zdrój (gemeente)
Jarosław
Jarosław (gemeente)
Jasło
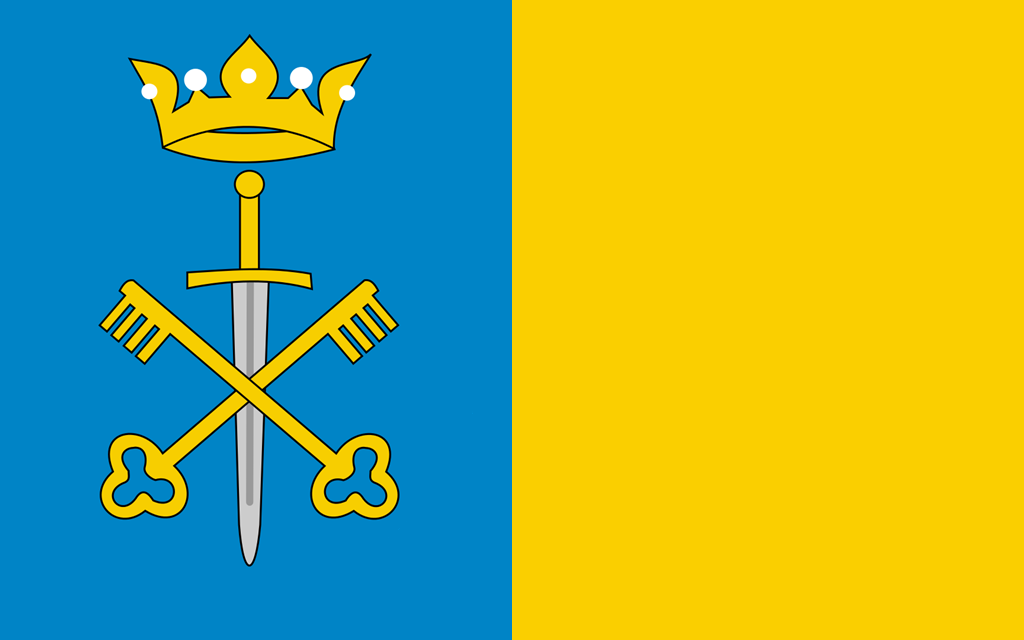
Jasło (gemeente)
Jedlicze (gemeente)
Jeżowe (gemeente)
Kańczuga (gemeente)
Kolbuszowa (gemeente)
Korczyna (gemeente)
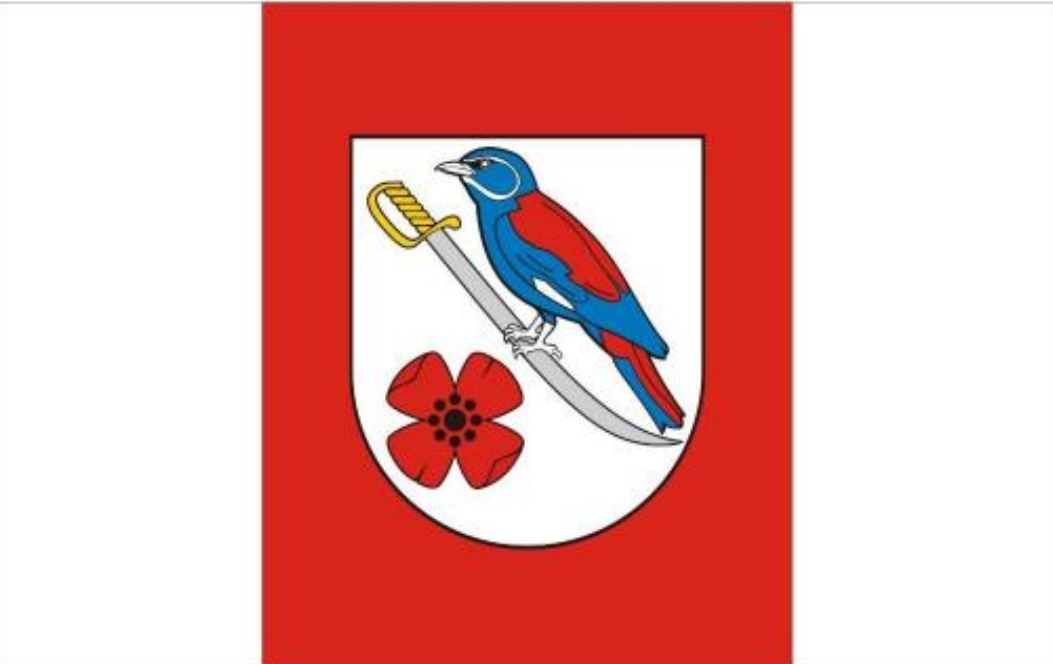
Krasne (gemeente in powiat Rzeszowski)
Krosno
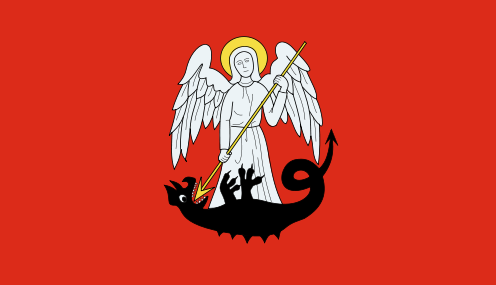
Łańcut
Łańcut (gemeente)
Lesko (gemeente)
Leżajsk (stad)
Leżajsk (gemeente)
Lubaczów
Miejsce Piastowe (gemeente)
Mielec
Mielec (gemeente)
Niebylec (gemeente)
Nisko (gemeente)
Nowa Dęba (gemeente)
Nowa Sarzyna (gemeente)
Pilzno (gemeente)
Przecław (gemeente)
Przemyśl
Przemyśl (gemeente)
Przeworsk
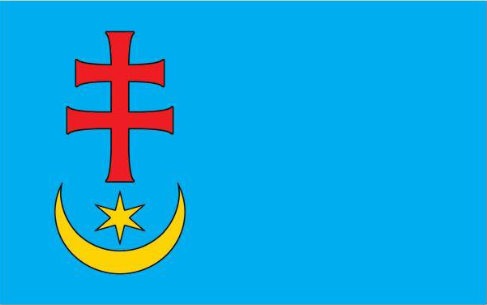
Przeworsk (gemeente)
Pysznica (gemeente)
Radomyśl Wielki (gemeente)
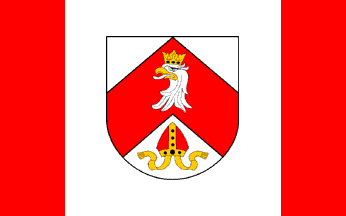
Radymno (gemeente)
Ropczyce (gemeente)
Rudnik nad Sanem (gemeente)
Rymanów (gemeente)
Rzeszów
Sanok
Sanok (gemeente)
Sędziszów Małopolski (gemeente)
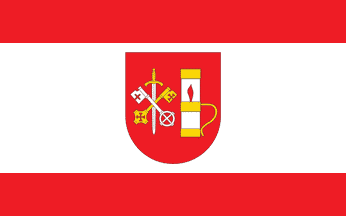
Skołyszyn (gemeente)
Sokołów Małopolski (gemeente)
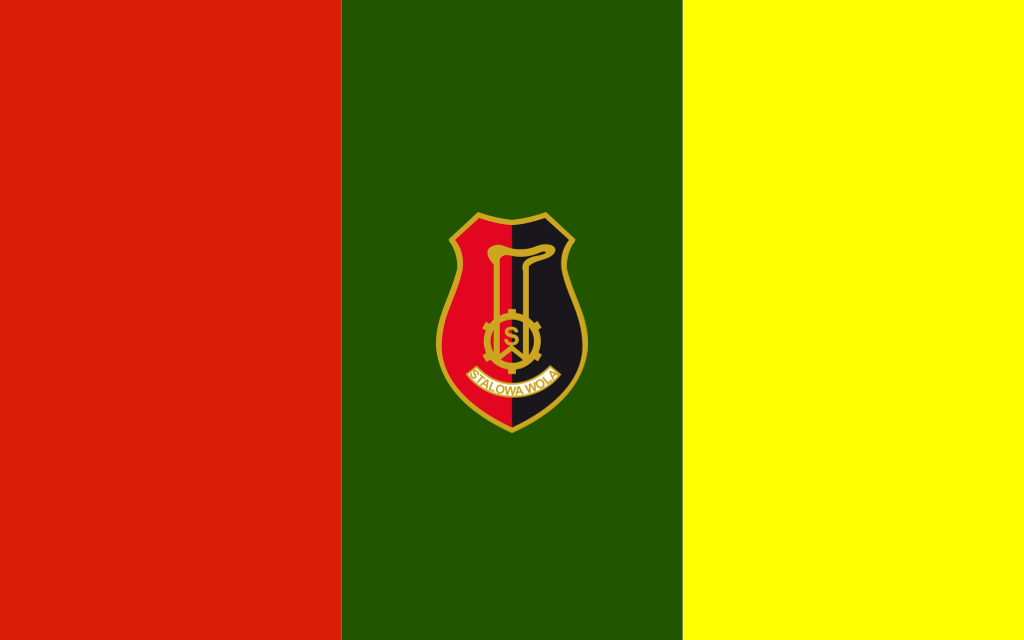
Stalowa Wola
Strzyżów (gemeente)
Świlcza (gemeente)
Tarnobrzeg
Trzebownisko (gemeente)
Tyczyn (gemeente)
Ustrzyki Dolne (gemeente)
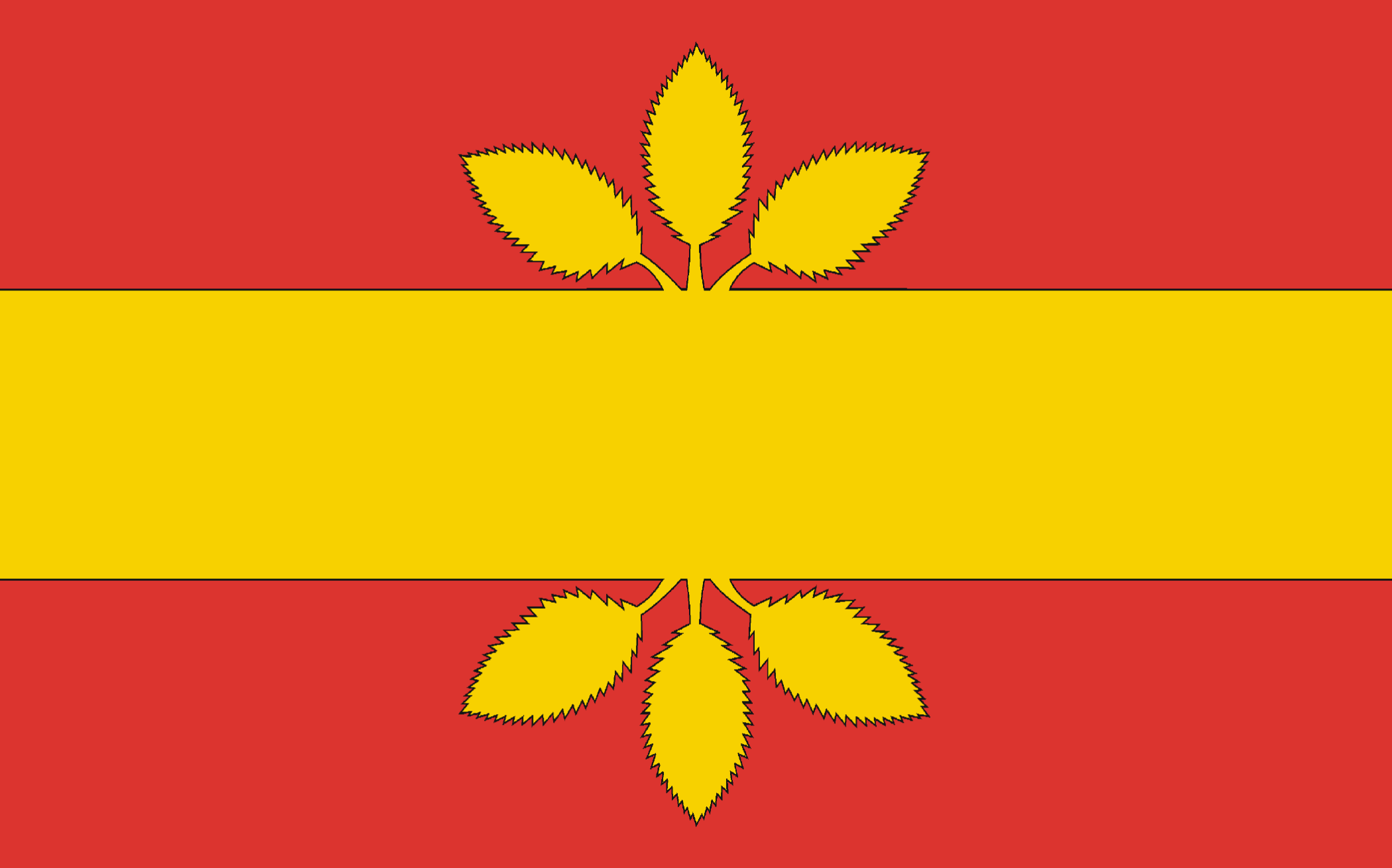
Wiązownica (gemeente)
Zagórz (gemeente)
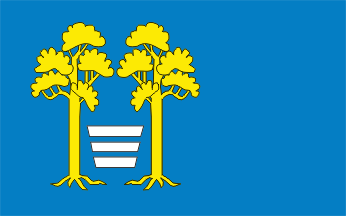
Zaleszany (gemeente)
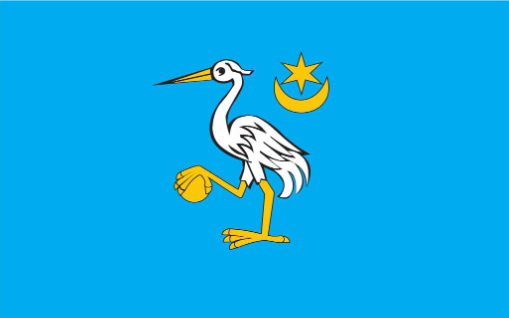
Żurawica (gemeente)
Żyraków (gemeente)

## West-Pommeren

Barlinek (gemeente)
Białogard (stad)
Chojna (gemeente)
Choszczno (gemeente)
Czaplinek (gemeente)
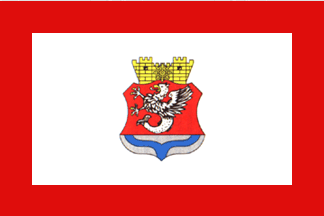
Darłowo (stad)
Dębno (gemeente in het district Myślibórz)
Dobra (Szczecińska)
Drawsko Pomorskie (gemeente)
Goleniów (gemeente)
Gryfice (gemeente)
Gryfino (gemeente)
Kamień Pomorski (gemeente)
Kołbaskowo (gemeente)
Kołobrzeg
Kołobrzeg (gemeente)
Koszalin
Łobez (gemeente)
Myślibórz (gemeente)
Nowogard (gemeente)
Police (gemeente)
Połczyn-Zdrój (gemeente)
Pyrzyce (gemeente)
Sianów (gemeente)
Sławno (stad)
Stargard (stad)
Stargard (gemeente)
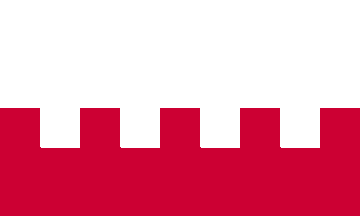
Świdwin
Świnoujście
Szczecin
Szczecinek
Trzebiatów (gemeente)
Wałcz
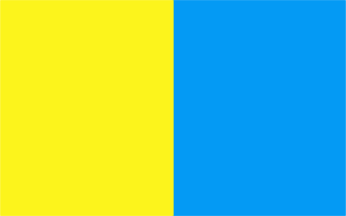
Wałcz (gemeente)
Wolin (gemeente)
Złocieniec (gemeente)